# Convocazioni per il campionato mondiale maschile di pallamano 2021
Elenco dei giocatori convocati da ciascuna Nazionale partecipante al campionato mondiale maschile di pallamano 2021.

## Girone A

### Germania
Commissario tecnico: Alfreð Gíslason (ISL)
| N. | Pos. | Nome                | Data di nascita (età)       | Altezza | Pres. | Reti | Squadra                |
| -- | ---- | ------------------- | --------------------------- | ------- | ----- | ---- | ---------------------- |
| 1  | GK   | Johannes Bitter     | 2 settembre 1982 (38 anni)  | 2.05 m  | 155   | 1    | TVB 1898 Stuttgart     |
| 3  | LW   | Uwe Gensheimer      | 26 ottobre 1986 (34 anni)   | 1.94 m  | 186   | 915  | Rhein-Neckar Löwen     |
| 4  | P    | Johannes Golla      | 5 novembre 1997 (23 anni)   | 1.95 m  | 11    | 24   | SG Flensburg-Handewitt |
| 9  | RW   | Tobias Reichmann    | 27 agosto 1988 (32 anni)    | 1.88 m  | 93    | 293  | MT Melsungen           |
| 12 | GK   | Silvio Heinevetter  | 21 ottobre 1984 (36 anni)   | 1.94 m  | 194   | 3    | MT Melsungen           |
| 15 | CB   | Juri Knorr          | 9 maggio 2000 (20 anni)     | 1.90 m  | 2     | 3    | GWD Minden             |
| 18 | P    | Sebastian Firnhaber | 18 aprile 1994 (26 anni)    | 1.98 m  | 0     | 0    | HC Erlangen            |
| 20 | CB   | Philipp Weber       | 15 settembre 1992 (28 anni) | 1.94 m  | 31    | 83   | SC DHfK Leipzig        |
| 22 | CB   | Marian Michalczik   | 1º febbraio 1997 (23 anni)  | 1.99 m  | 22    | 22   | Füchse Berlino         |
| 25 | RB   | Kai Häfner          | 10 luglio 1989 (31 anni)    | 1.92 m  | 92    | 201  | MT Melsungen           |
| 27 | RB   | Antonio Metzner     | 27 giugno 1996 (24 anni)    | 2.07 m  | 0     | 0    | HC Erlangen            |
| 31 | LW   | Marcel Schiller     | 15 agosto 1991 (29 anni)    | 1.89 m  | 9     | 28   | Frisch Auf Göppingen   |
| 33 | GK   | Andreas Wolff       | 3 marzo 1991 (29 anni)      | 1.98 m  | 100   | 13   | Łomża Vive Kielce      |
| 35 | LB   | Julius Kühn         | 1º aprile 1993 (27 anni)    | 1.98 m  | 64    | 204  | MT Melsungen           |
| 38 | LB   | Fabian Böhm         | 24 giugno 1989 (31 anni)    | 1.98 m  | 41    | 64   | TSV Hannover-Burgdorf  |
| 42 | P    | Moritz Preuss       | 22 maggio 1995 (25 anni)    | 1.94 m  | 4     | 4    | SC Magdeburgo          |
| 47 | LB   | Christian Dissinger | 15 novembre 1991 (29 anni)  | 2.02 m  | 20    | 48   | RK Vardar 1961         |
| 73 | RW   | Timo Kastening      | 25 giugno 1995 (25 anni)    | 1.80 m  | 16    | 46   | MT Melsungen           |
| 77 | RB   | David Schmidt       | 19 ottobre 1993 (27 anni)   | 1.90 m  | 9     | 9    | Bergischer HC          |
| 95 | LB   | Paul Drux           | 7 febbraio 1995 (25 anni)   | 1.92 m  | 92    | 171  | Füchse Berlino         |

### Ungheria
Commissario tecnico: István Gulyás
| N. | Pos. | Nome                    | Data di nascita (età)       | Altezza | Pres. | Reti | Squadra            |
| -- | ---- | ----------------------- | --------------------------- | ------- | ----- | ---- | ------------------ |
| 2  | P    | Adrián Sipos            | 8 marzo 1990 (30 anni)      | 1.98 m  | 28    | 20   | Grundfos Tatabánya |
| 3  | P    | Petar Topic             | 30 dicembre 1991 (29 anni)  | 2.01 m  | 0     | 0    | Balatonfüredi KSE  |
| 7  | LW   | Bendegúz Bóka           | 2 ottobre 1993 (27 anni)    | 1.93 m  | 35    | 82   | Balatonfüredi KSE  |
| 9  | RB   | Zsolt Balogh            | 29 marzo 1989 (31 anni)     | 1.89 m  | 55    | 169  | Grundfos Tatabánya |
| 11 | LB   | Patrik Ligetvári        | 13 febbraio 1996 (24 anni)  | 2.01 m  | 52    | 54   | Telekom Veszprém   |
| 12 | GK   | Márton Székely          | 2 gennaio 1990 (31 anni)    | 1.95 m  | 51    | 0    | Telekom Veszprém   |
| 15 | CB   | Mátyás Győri            | 2 febbraio 1997 (23 anni)   | 1.94 m  | 14    | 30   | Grundfos Tatabánya |
| 16 | GK   | Roland Mikler           | 20 settembre 1984 (36 anni) | 1.93 m  | 207   | 0    | MOL-Pick Szeged    |
| 17 | LB   | Bence Nagy              | 5 luglio 1995 (25 anni)     | 1.95 m  | 8     | 18   | Ferencvárosi TC    |
| 20 | P    | Miklós Rosta            | 14 febbraio 1999 (21 anni)  | 2.03 m  | 14    | 20   | MOL-Pick Szeged    |
| 22 | LW   | Stefan Sunajko          | 10 aprile 1998 (22 anni)    | 1.94 m  | 0     | 0    | Grundfos Tatabánya |
| 23 | RB   | Dominik Máthé           | 1º aprile 1999 (21 anni)    | 2.01 m  | 20    | 35   | Elverum Håndball   |
| 24 | GK   | Ádám Borbély            | 22 giugno 1995 (25 anni)    | 1.97 m  | 15    | 0    | Veszprémi KKFT     |
| 25 | RW   | Pedro Rodríguez Álvarez | 22 agosto 1990 (30 anni)    | 1.97 m  | 0     | 0    | Balatonfüredi KSE  |
| 27 | P    | Bence Bánhidi           | 9 febbraio 1995 (25 anni)   | 2.06 m  | 72    | 195  | MOL-Pick Szeged    |
| 30 | LB   | Zoltán Szita            | 10 febbraio 1998 (22 anni)  | 1.96 m  | 21    | 48   | Orlen Wisła Płock  |
| 33 | RB   | Gábor Ancsin            | 27 novembre 1990 (30 anni)  | 2.02 m  | 113   | 226  | Grundfos Tatabánya |
| 39 | LB   | Richárd Bodó            | 13 marzo 1993 (27 anni)     | 2.03 m  | 65    | 191  | MOL-Pick Szeged    |
| 47 | RW   | Péter Hornyák           | 4 ottobre 1995 (25 anni)    | 1.77 m  | 45    | 69   | Grundfos Tatabánya |
| 66 | CB   | Máté Lékai              | 16 giugno 1988 (32 anni)    | 1.90 m  | 134   | 376  | Telekom Veszprém   |
| 77 | CB   | Egon Hanusz             | 25 settembre 1997 (23 anni) | 1.77 m  | 2     | 5    | Csurgói KK         |

### Uruguay
Commissario tecnico: Jorge Botejara
| N. | Pos. | Nome                  | Data di nascita (età)      | Altezza | Pres. | Reti | Squadra                       |
| -- | ---- | --------------------- | -------------------------- | ------- | ----- | ---- | ----------------------------- |
| 1  | GK   | Felipe Navarrete      | 4 agosto 1999 (21 anni)    | 1.89 m  | 20    | 2    | Colegio Alemán                |
| 2  | P    | Gabriel Chaparro      | 20 febbraio 1995 (25 anni) | 1.93 m  | 45    | 15   | SD Atlético Novás             |
| 4  | P    | Facundo Listón        | 7 gennaio 1993 (28 anni)   | 1.93 m  | 43    | 26   | Scuola Italiana di Montevideo |
| 9  | CB   | Nicolás Fabra         | 5 gennaio 1986 (35 anni)   | 1.86 m  | 96    | 504  | Scuola Italiana di Montevideo |
| 10 | RB   | Gabriel Spangenberg   | 4 aprile 1986 (34 anni)    | 1.83 m  | 92    | 340  | Colegio Alemán                |
| 11 | CB   | Diego Falabrino       | 8 novembre 1993 (27 anni)  | 1.78 m  | 0     | 0    | Club Pontevedrés              |
| 12 | GK   | Andres Viera          | 16 ottobre 1992 (28 anni)  | 1.84 m  | 4     | 1    | Scuola Italiana di Montevideo |
| 13 | RB   | Máximo Cancio         | 24 febbraio 1984 (36 anni) | 1.90 m  | 20    | 93   | Balonmano Base Oviedo         |
| 15 | P    | Bruno Méndez          | 30 ottobre 1994 (26 anni)  | 1.90 m  | 60    | 150  | Club Pontevedrés              |
| 16 | GK   | Felipe González       | 8 dicembre 1993 (27 anni)  | 1.89 m  | 52    | 0    | Colegio Alemán                |
| 17 | RB   | Diego Morandeira      | 4 febbraio 1993 (27 anni)  | 1.86 m  | 120   | 40   | iKasa BM Madrid               |
| 19 | CB   | Rodrigo Botejara      | 28 gennaio 1993 (27 anni)  | 1.73 m  | 56    | 92   | Scuola Italiana di Montevideo |
| 20 | LW   | Federico Rubbo        | 5 aprile 1989 (31 anni)    | 1.83 m  | 58    | 217  | Scuola Italiana di Montevideo |
| 22 | LB   | Sebastián Vecino      | 18 marzo 1995 (25 anni)    | 1.95 m  | 30    | 30   | Colegio Alemán                |
| 24 | LB   | Alejandro Velazco     | 24 ottobre 1993 (27 anni)  | 1.83 m  | 50    | 200  | Colegio Alemán                |
| 26 | RW   | Matías Echeverry      | 20 dicembre 1999 (21 anni) | 1.80 m  | 0     | 0    | Colegio Alemán                |
| 34 | RW   | Gerónimo Goyoaga      | 7 luglio 1996 (24 anni)    | 1.77 m  | 41    | 77   | Club Pontevedrés              |
| 36 | LW   | Cristian Rostagno     | 14 ottobre 1995 (25 anni)  | 1.78 m  | 20    | 24   | Handbol Adrianenc             |
| 40 | RB   | Maximiliano De Agrela | 19 ottobre 1996 (24 anni)  | 1.83 m  | 20    | 35   | Club Malvín                   |
| 74 | LW   | Guillermo Millan      | 7 luglio 1996 (24 anni)    | 1.74 m  | 15    | 20   | Scuola Italiana di Montevideo |

### Capo Verde
Commissario tecnico: José Tomás
| N. | Pos. | Nome                   | Data di nascita (età)       | Altezza | Pres. | Reti | Squadra                          |
| -- | ---- | ---------------------- | --------------------------- | ------- | ----- | ---- | -------------------------------- |
| 1  | GK   | Luís Almeida           | 24 marzo 1994 (26 anni)     | 1.84 m  | 7     | 0    | CDE Camões                       |
| 2  | CB   | Gil Baiano dos Santos  | 18 marzo 1997 (23 anni)     | 1.88 m  | 0     | 0    | Desportivo da Praia              |
| 3  | LB   | Délcio Pina            | 27 marzo 1992 (28 anni)     | 1.98 m  | 30    | 0    | CB Ciudad de Logroño             |
| 4  | P    | Ivo Santos             | 28 aprile 1992 (28 anni)    | 2.00 m  | 19    | 0    | Bergischer HC II                 |
| 5  | LB   | Edmilson Araújo        | 6 gennaio 1994 (27 anni)    | 1.87 m  | 0     | 0    | CS Minaur Baia Mare              |
| 6  | LB   | Leandro Semedo         | 24 dicembre 1994 (26 anni)  | 1.94 m  | 31    | 0    | Ademar León                      |
| 7  | RW   | Flávio Fortes          | 20 settembre 1992 (28 anni) | 1.94 m  | 20    | 12   | Handball Club Cournon d'Auvergne |
| 10 | RB   | Bruno Landi            | 6 aprile 1993 (27 anni)     | 1.93 m  | 15    | 0    | Sporting Clube da Horta          |
| 11 | LB   | Fernando Dias          | 23 dicembre 1992 (28 anni)  | 1.92 m  | 17    | 0    | Boa-Hora FC                      |
| 12 | GK   | Élcio Fernandes        | 23 settembre 1996 (24 anni) | 1.96 m  | 12    | 0    | Balonmano Sinfín                 |
| 13 | P    | Paulo Moreno           | 8 maggio 1992 (28 anni)     | 1.97 m  | 0     | 0    | S.L. Benfica                     |
| 14 | RB   | Paulo Andrade          | 28 luglio 1994 (26 anni)    | 1.82 m  | 0     | 0    | Sporting Clube da Praia          |
| 15 | LW   | Alexandre Pereira      | 1º luglio 1994 (26 anni)    | 1.86 m  | 16    | 0    | Boa-Hora FC                      |
| 16 | GK   | Josimar Tavares        | 5 novembre 1986 (34 anni)   | 1.75 m  | 1     | 0    | Desportivo da Praia              |
| 17 | RB   | Rafael Andrade         | 1º marzo 1996 (24 anni)     | 1.96 m  | 31    | 0    | A.A. Avanca                      |
| 18 | GK   | Júnior Soares          | 21 ottobre 1995 (25 anni)   | 1.75 m  | 0     | 0    | Atlético do Mindelo              |
| 19 | RW   | Admilson Furtado       | 30 settembre 1995 (25 anni) | 1.77 m  | 12    | 7    | Academico de Viseu               |
| 23 | LW   | Gilson Correia         | 23 aprile 1995 (25 anni)    | 1.75 m  | 7     | 0    | CD Alto do Moinho                |
| 29 | P    | Felisberto Landim      | 3 novembre 1992 (28 anni)   | 1.97 m  | 13    | 0    | C.F. Belenenses                  |
| 30 | CB   | Elledy Semedo          | 21 marzo 1988 (32 anni)     | 1.87 m  | 6     | 0    | Madeira Andebol SAD              |
| 32 | LW   | Edilson Morais         | 15 agosto 1994 (26 anni)    | 1.88 m  | 26    | 15   | Juve Desportiva Lis              |
| 44 | CB   | Gualther Furtado       | 6 febbraio 1992 (28 anni)   | 1.85 m  | 21    | 0    | A.A. Avanca                      |
| 66 | LB   | Fred Wilson dos Santos | 2 settembre 1996 (24 anni)  | 1.87 m  | 0     | 0    | Atlético do Mindelo              |

## Girone B

### Spagna
Commissario tecnico: Jordi Ribera
| N. | Pos. | Nome                    | Data di nascita (età)       | Altezza | Pres. | Reti | Squadra             |
| -- | ---- | ----------------------- | --------------------------- | ------- | ----- | ---- | ------------------- |
| 1  | GK   | Gonzalo Pérez de Vargas | 10 gennaio 1991 (30 anni)   | 1.89 m  | 113   | 10   | Barça               |
| 5  | RB   | Jorge Maqueda           | 6 febbraio 1988 (32 anni)   | 1.97 m  | 139   | 353  | Telekom Veszprém    |
| 6  | LW   | Ángel Fernández         | 16 settembre 1988 (32 anni) | 1.93 m  | 60    | 180  | Łomża Vive Kielce   |
| 9  | CB   | Raúl Entrerríos         | 12 febbraio 1981 (39 anni)  | 1.88 m  | 269   | 618  | Barça               |
| 10 | RB   | Alex Dujshebaev         | 17 dicembre 1992 (28 anni)  | 1.88 m  | 99    | 264  | Łomża Vive Kielce   |
| 11 | CB   | Daniel Sarmiento        | 25 agosto 1983 (37 anni)    | 1.88 m  | 120   | 244  | Saint-Raphaël       |
| 12 | GK   | Rodrigo Corrales        | 24 gennaio 1991 (29 anni)   | 2.00 m  | 72    | 3    | Telekom Veszprém    |
| 14 | RW   | Ferrán Solé             | 25 agosto 1992 (28 anni)    | 1.93 m  | 50    | 213  | Paris Saint-Germain |
| 15 | LB   | Iosu Goñi Leoz          | 4 gennaio 1990 (31 anni)    | 1.92 m  | 61    | 89   | Pays d'Aix UC       |
| 17 | P    | Adrià Figueras          | 8 dicembre 1988 (32 anni)   | 1.93 m  | 66    | 158  | HBC Nantes          |
| 21 | LB   | Joan Cañellas           | 30 settembre 1986 (34 anni) | 1.98 m  | 188   | 478  | MOL-Pick Szeged     |
| 24 | LB   | Viran Morros            | 15 dicembre 1983 (37 anni)  | 1.99 m  | 228   | 166  | Paris Saint-Germain |
| 28 | RW   | Aleix Gómez             | 7 maggio 1997 (23 anni)     | 1.84 m  | 35    | 118  | Barça               |
| 29 | LW   | Aitor Ariño             | 5 ottobre 1992 (28 anni)    | 1.85 m  | 62    | 124  | Barça               |
| 30 | P    | Gedeón Guardiola        | 1º ottobre 1984 (36 anni)   | 1.98 m  | 147   | 177  | TBV Lemgo           |
| 52 | P    | Rubén Marchán           | 20 settembre 1994 (26 anni) | 2.04 m  | 0     | 0    | Ademar León         |
| 59 | CB   | Daniel Dujshebaev       | 4 luglio 1997 (23 anni)     | 1.97 m  | 41    | 68   | Łomża Vive Kielce   |

### Tunisia
Commissario tecnico: Sami Saïdi
| N. | Pos. | Nome                  | Data di nascita (età)       | Altezza | Pres. | Reti | Squadra                      |
| -- | ---- | --------------------- | --------------------------- | ------- | ----- | ---- | ---------------------------- |
| 6  | P    | Ghazi Belghali        | 28 marzo 1999 (21 anni)     | 1.98 m  | 2     | 0    | Étoile du Sahel              |
| 7  | RW   | Ramzi Majdoub         | 9 maggio 1993 (27 anni)     | 1.88 m  | 34    | 73   | Espérance de Tunis           |
| 8  | LB   | Rami Fekih            | 31 maggio 2000 (20 anni)    | 2.02 m  | 0     | 0    | AS Téboulba                  |
| 12 | GK   | Marouen Maggaiz       | 28 luglio 1983 (37 anni)    | 1.92 m  | 203   | 2    | Club Africain                |
| 15 | CB   | Khaled Haj Youssef    | 12 gennaio 1989 (32 anni)   | 1.89 m  | 107   | 62   | Al-Duhail                    |
| 19 | LB   | Mosbah Sanaï          | 26 marzo 1991 (29 anni)     | 1.92 m  | 128   | 365  | Club Africain                |
| 22 | LB   | Youssef Maaref        | 21 luglio 1996 (24 anni)    | 1.95 m  | 26    | 18   | Espérance de Tunis           |
| 27 | RW   | Issam Rzig            | 14 settembre 1989 (31 anni) | 1.82 m  | 17    | 45   | Étoile du Sahel              |
| 28 | LB   | Hazem Bacha           | 8 dicembre 2001 (19 anni)   | 2.05 m  | 0     | 0    | Espérance de Tunis           |
| 39 | CB   | Mohamed Soussi        | 17 gennaio 1993 (27 anni)   | 1.94 m  | 113   | 189  | Tremblay-en-France           |
| 55 | LW   | Ghassen Toumi         | 14 giugno 1997 (23 anni)    | 1.80 m  | 0     | 0    | Club Sportif de Sakiet Ezzit |
| 66 | P    | Islem Jbeli           | 13 dicembre 1998 (22 anni)  | 1.93 m  | 0     | 0    | AS Hammamet                  |
| 69 | P    | Jihed Jaballah        | 29 luglio 1989 (31 anni)    | 2.04 m  | 74    | 147  | HT Tatran Prešov             |
| 71 | CB   | Mohamed Amine Darmoul | 4 febbraio 1998 (22 anni)   | 1.83 m  | 12    | 16   | Étoile du Sahel              |
| 77 | LB   | Skander Zaied         | 23 aprile 1997 (23 anni)    | 1.97 m  | 42    | 66   | Espérance de Tunis           |
| 88 | GK   | Marwen Soussi         | 21 giugno 1988 (32 anni)    | 1.94 m  | 13    | 0    | Club Sportif de Sakiet Ezzit |
| 92 | LB   | Oussama Jaziri        | 6 novembre 1992 (28 anni)   | 1.91 m  | 42    | 74   | Al Ahly                      |
| 93 | GK   | Fradj Ben Takaya      | 29 aprile 1998 (22 anni)    | 1.90 m  | 0     | 0    | AS Téboulba                  |
| 94 | GK   | Mehdi Harbaoui        | 11 settembre 1996 (24 anni) | 1.96 m  | 0     | 0    | Sélestat Alsace Handball     |
| 96 | RB   | Anouar Ben Abdallah   | 20 giugno 1996 (24 anni)    | 1.88 m  | 31    | 39   | HT Tatran Prešov             |
| 97 | RB   | Achraf Margheli       | 22 maggio 1997 (23 anni)    | 1.93 m  | 0     | 0    | Al-Khaleej                   |

### Brasile
Commissario tecnico: Marcus Oliveira
| N. | Pos. | Nome                    | Data di nascita (età)      | Altezza | Pres. | Reti | Squadra                    |
| -- | ---- | ----------------------- | -------------------------- | ------- | ----- | ---- | -------------------------- |
| 1  | GK   | Maik dos Santos         | 6 settembre 1990 (30 anni) | 1.80 m  | 218   | 7    | HC Taubaté                 |
| 2  | CB   | Henrique Teixeira       | 27 febbraio 1989 (31 anni) | 1.92 m  | 120   | 186  | CSM București              |
| 3  | CB   | Leonardo Dutra          | 29 marzo 1996 (24 anni)    | 1.84 m  | 19    | 52   | Orlen Wisła Płock          |
| 4  | CB   | João Silva              | 29 gennaio 1994 (26 anni)  | 1.90 m  | 52    | 95   | BM Puente Genil            |
| 10 | RB   | José Toledo             | 11 gennaio 1994 (27 anni)  | 1.93 m  | 82    | 216  | HC Minaur Baia Mare        |
| 11 | LW   | Cléber Andrade          | 14 giugno 1994 (26 anni)   | 1.85 m  | 100   | 100  | HC Taubaté                 |
| 13 | P    | Rogério Moraes Ferreira | 11 gennaio 1994 (27 anni)  | 2.04 m  | 32    | 65   | Telekom Veszprém           |
| 14 | LB   | Thiagus dos Santos      | 25 gennaio 1989 (31 anni)  | 1.98 m  | 149   | 228  | Barça                      |
| 15 | LB   | Arthur Patrianova       | 22 aprile 1993 (27 anni)   | 1.91 m  | 40    | 89   | BM Atlético Valladolid     |
| 16 | GK   | Rangel da Rosa          | 11 maggio 1996 (24 anni)   | 1.89 m  | 24    | 0    | CB Ciudad de Logroño       |
| 18 | LW   | Felipe Borges           | 14 maggio 1985 (35 anni)   | 1.88 m  | 220   | 790  | US Créteil Handball        |
| 19 | RW   | Fábio Chiuffa           | 10 marzo 1989 (31 anni)    | 1.87 m  | 145   | 372  | HC Dobrogea Sud Constanța  |
| 25 | P    | Vinícius Teixeira       | 3 aprile 1988 (32 anni)    | 1.88 m  | 135   | 540  | HC Taubaté                 |
| 34 | LB   | José Luciano            | 19 febbraio 2000 (20 anni) | 1.98 m  | 0     | 0    | S.L. Benfica               |
| 35 | LB   | Thiago Ponciano         | 8 maggio 1994 (26 anni)    | 1.93 m  | 27    | 20   | Incarlopsa Cuenca          |
| 37 | LB   | Haniel Langaro          | 7 marzo 1995 (25 anni)     | 1.97 m  | 70    | 302  | Barça                      |
| 62 | GK   | Leonardo Terçariol      | 14 aprile 1987 (33 anni)   | 1.94 m  | 51    | 4    | BM Benidorm                |
| 77 | RW   | Rudolph Hackbarth       | 10 marzo 1994 (26 anni)    | 1.89 m  | 39    | 92   | CB Ciudad de Logroño       |
| 95 | RB   | Gustavo Rodrigues       | 9 aprile 1995 (25 anni)    | 1.90 m  | 35    | 74   | Pontault-Combault Handball |
| 99 | P    | Guilherme Silva         | 5 febbraio 1999 (21 anni)  | 1.93 m  | 0     | 0    | HC Taubaté                 |

### Polonia
Commissario tecnico: Patryk Rombel
| N. | Pos. | Nome                 | Data di nascita (età)      | Altezza | Pres. | Reti | Squadra             |
| -- | ---- | -------------------- | -------------------------- | ------- | ----- | ---- | ------------------- |
| 1  | GK   | Mateusz Kornecki     | 5 giugno 1994 (26 anni)    | 1.94 m  | 39    | 3    | Łomża Vive Kielce   |
| 4  | CB   | Michał Olejniczak    | 31 gennaio 2001 (19 anni)  | 1.93 m  | 17    | 16   | Łomża Vive Kielce   |
| 6  | LW   | Przemysław Krajewski | 20 gennaio 1987 (33 anni)  | 1.84 m  | 129   | 294  | Orlen Wisła Płock   |
| 7  | P    | Patryk Walczak       | 29 luglio 1992 (28 anni)   | 1.98 m  | 43    | 29   | RK Vardar 1961      |
| 9  | LB   | Szymon Sićko         | 20 agosto 1997 (23 anni)   | 2.00 m  | 20    | 40   | Łomża Vive Kielce   |
| 11 | RB   | Maciej Majdziński    | 8 aprile 1996 (24 anni)    | 1.89 m  | 8     | 12   | Bergischer HC       |
| 14 | CB   | Arkadiusz Ossowski   | 4 novembre 1996 (24 anni)  | 1.93 m  | 4     | 3    | MMTS Kwidzyn        |
| 15 | CB   | Kacper Adamski       | 19 marzo 1992 (28 anni)    | 1.86 m  | 3     | 8    | Energa MKS Kalisz   |
| 16 | GK   | Piotr Wyszomirski    | 6 gennaio 1988 (33 anni)   | 1.95 m  | 136   | 4    | Grundfos Tatabánya  |
| 19 | LW   | Jan Czuwara          | 18 ottobre 1995 (25 anni)  | 1.84 m  | 28    | 49   | Górnik Zabrze       |
| 20 | CB   | Maciej Pilitowski    | 27 ottobre 1990 (30 anni)  | 1.88 m  | 23    | 26   | Energa MKS Kalisz   |
| 21 | P    | Kamil Syprzak        | 23 luglio 1991 (29 anni)   | 2.07 m  | 140   | 270  | Paris Saint-Germain |
| 23 | RW   | Arkadiusz Moryto     | 31 agosto 1997 (23 anni)   | 1.82 m  | 57    | 242  | Łomża Vive Kielce   |
| 26 | RW   | Michał Daszek        | 27 giugno 1992 (28 anni)   | 1.82 m  | 104   | 260  | Orlen Wisła Płock   |
| 28 | P    | Maciej Gębala        | 10 gennaio 1994 (27 anni)  | 2.00 m  | 56    | 44   | SC DHfK Leipzig     |
| 30 | RB   | Rafał Przybylski     | 19 febbraio 1991 (29 anni) | 2.00 m  | 70    | 144  | Azoty-Puławy        |
| 36 | P    | Dawid Dawydzik       | 17 dicembre 1994 (26 anni) | 2.00 m  | 18    | 31   | Azoty-Puławy        |
| 48 | LB   | Tomasz Gębala        | 23 novembre 1995 (25 anni) | 2.12 m  | 30    | 102  | Łomża Vive Kielce   |
| 49 | LB   | Piotr Chrapkowski    | 24 marzo 1988 (32 anni)    | 2.03 m  | 114   | 170  | SC Magdeburgo       |
| 94 | GK   | Adam Morawski        | 17 ottobre 1994 (26 anni)  | 1.90 m  | 45    | 2    | Orlen Wisła Płock   |

## Girone C

### Croazia
Commissario tecnico: Lino Červar
| N. | Pos. | Nome            | Data di nascita (età)       | Altezza | Pres. | Reti | Squadra               |
| -- | ---- | --------------- | --------------------------- | ------- | ----- | ---- | --------------------- |
| 2  | LW   | Lovro Mihić     | 25 agosto 1994 (25 anni)    | 1.80 m  | 35    | 33   | Orlen Wisła Płock     |
| 3  | P    | Marino Marić    | 1º giugno 1990 (29 anni)    | 1.96 m  | 64    | 122  | MT Melsungen          |
| 5  | CB   | Domagoj Duvnjak | 1º giugno 1988 (31 anni)    | 1.97 m  | 211   | 694  | THW Kiel              |
| 12 | GK   | Ivan Pešić      | 17 marzo 1989 (29 anni)     | 1.93 m  | 44    | 1    | Meshkov Brest         |
| 13 | RW   | Zlatko Horvat   | 25 settembre 1984 (35 anni) | 1.79 m  | 182   | 565  | Metalurg Skopje       |
| 14 | RB   | Ivan Martinović | 6 gennaio 1996 (24 anni)    | 1.94 m  | 5     | 8    | TSV Hannover-Burgdorf |
| 15 | CB   | Janko Kević     | 21 aprile 1986 (33 anni)    | 1.88 m  | 0     | 0    | RK Nexe Našice        |
| 16 | GK   | Mate Šunjić     | 18 marzo 1987 (31 anni)     | 1.95 m  | 18    | 0    | US Ivry Handball      |
| 17 | LB   | Josip Šarac     | 24 febbraio 1998 (21 anni)  | 2.01 m  | 11    | 5    | Celje Pivovarna Laško |
| 21 | RB   | Šime Ivić       | 21 gennaio 1993 (26 anni)   | 1.95 m  | 8     | 8    | HC Erlangen           |
| 26 | LW   | Manuel Štrlek   | 1º dicembre 1988 (30 anni)  | 1.81 m  | 160   | 588  | Telekom Veszprém      |
| 27 | RW   | Ivan Čupić      | 27 marzo 1986 (33 anni)     | 1.78 m  | 137   | 511  | RK Vardar 1961        |
| 28 | P    | Željko Musa     | 8 gennaio 1986 (34 anni)    | 2.00 m  | 133   | 105  | SC Magdeburgo         |
| 30 | LB   | Marko Mamić     | 6 marzo 1994 (25 anni)      | 2.00 m  | 63    | 102  | SC DHfK Leipzig       |
| 31 | RB   | Luka Šebetić    | 26 maggio 1994 (25 anni)    | 1.98 m  | 26    | 44   | Tremblay-en-France    |
| 33 | CB   | Luka Cindrić    | 5 luglio 1993 (26 anni)     | 1.82 m  | 68    | 160  | Barça                 |
| 34 | P    | Ilija Brozović  | 26 maggio 1991 (28 anni)    | 1.95 m  | 34    | 38   | TSV Hannover-Burgdorf |
| 39 | LW   | David Mandić    | 14 settembre 1997 (22 anni) | 1.87 m  | 31    | 89   | PPD Zagreb            |
| 45 | LB   | Halil Jaganjac  | 22 giugno 1998 (21 anni)    | 2.00 m  | 12    | 31   | RK Nexe Našice        |
| 53 | P    | Marin Šipić     | 29 aprile 1996 (23 anni)    | 1.90 m  | 22    | 47   | PPD Zagreb            |
| 55 | GK   | Marin Šego      | 2 agosto 1985 (34 anni)     | 1.98 m  | 50    | 2    | Montpellier Handball  |

### Qatar
Commissario tecnico: Valero Rivera López (ESP)
| N. | Pos. | Nome                  | Data di nascita (età)       | Altezza | Pres. | Reti | Squadra     |
| -- | ---- | --------------------- | --------------------------- | ------- | ----- | ---- | ----------- |
| 1  | GK   | Ali Garba             | 31 gennaio 1991 (29 anni)   | 1.83 m  | 17    | 0    | Al Arabi    |
| 4  | P    | Hassan Mabrouk        | 29 luglio 1982 (38 anni)    | 1.94 m  | 58    | 71   | Al-Wakrah   |
| 5  | RB   | Mustafa Alkrad        | 16 marzo 1987 (33 anni)     | 1.83 m  | 23    | 34   | Al Arabi    |
| 6  | LW   | Ali Al-Deri           | 17 agosto 1989 (31 anni)    | 1.86 m  | 11    | 32   | Al-Rayyan   |
| 7  | LW   | Ahmad Madadi          | 31 agosto 1994 (26 anni)    | 1.75 m  | 62    | 200  | Al Duhail   |
| 9  | LB   | Rafael Capote         | 5 ottobre 1987 (33 anni)    | 2.00 m  | 79    | 308  | Al-Duhail   |
| 12 | GK   | Danijel Šarić         | 27 giugno 1977 (43 anni)    | 1.91 m  | 69    | 0    | Al Arabi    |
| 13 | GK   | Mohamed Abidi         | 5 ottobre 1990 (30 anni)    | 1.90 m  | 24    | 0    | Unattached  |
| 17 | CB   | Shadi Hamdoun         | 1º gennaio 1991 (30 anni)   | 1.83 m  | 7     | 8    | Al-Duhail   |
| 18 | P    | Firas Chaieb          | 21 luglio 1992 (28 anni)    | 1.94 m  | 45    | 79   | Al-Duhail   |
| 19 | RW   | Marwan Sassi          | 9 giugno 1995 (25 anni)     | 1.83 m  | 26    | 60   | Unattached  |
| 20 | P    | Jovo Damjanović       | 24 dicembre 1996 (24 anni)  | 1.99 m  | 37    | 101  | Al-Rayyan   |
| 21 | LW   | Mutasem Amohamed      | 2 marzo 1988 (32 anni)      | 1.85 m  | 23    | 88   | Al Arabi    |
| 22 | GK   | Ahmed Abdelrhem       | 30 settembre 1996 (24 anni) | 1.91 m  | 45    | 0    | Al-Wakrah   |
| 24 | CB   | Wajdi Sinen           | 17 settembre 1990 (30 anni) | 1.93 m  | 90    | 298  | Al Arabi    |
| 25 | CB   | Kamalaldin Mallash    | 1º gennaio 1992 (29 anni)   | 1.85 m  | 86    | 155  | Al-Rayyan   |
| 26 | LB   | Frankis Marzo         | 7 settembre 1987 (33 anni)  | 1.91 m  | 24    | 124  | Sporting CP |
| 35 | RB   | Zineeooine Boumendjel | 12 luglio 1989 (31 anni)    | 1.93 m  | 0     | 0    | Al Arabi    |
| 41 | P    | Youssef Benali        | 28 maggio 1987 (33 anni)    | 1.93 m  | 75    | 231  | Al Arabi    |
| 66 | RW   | Omar Abdelfattah      | 8 giugno 1996 (24 anni)     | 1.78 m  | 55    | 97   | Al Ahli     |
| 86 | CB   | Mahmoud Hassaballa    | 22 novembre 1986 (34 anni)  | 1.91 m  | 90    | 105  | Al Ahli     |
| 88 | CB   | Moustafa Heiba        | 17 dicembre 1996 (24 anni)  | 1.84 m  | 62    | 162  | Al-Wakrah   |
| 94 | RB   | Ameen Zakkar          | 15 giugno 1994 (26 anni)    | 1.98 m  | 65    | 93   | Al-Rayyan   |

### Giappone
Commissario tecnico: Dagur Sigurðsson (ISL)
| N. | Pos. | Nome              | Data di nascita (età)       | Altezza | Pres. | Reti | Squadra                 |
| -- | ---- | ----------------- | --------------------------- | ------- | ----- | ---- | ----------------------- |
| 10 | LW   | Naoki Sugioka     | 18 aprile 1994 (26 anni)    | 1.77 m  | 30    | 35   | Toyota Auto Body        |
| 12 | GK   | Yuta Iwashita     | 21 giugno 1991 (29 anni)    | 1.83 m  | 13    | 1    | Toyota Boshoku Kyushu   |
| 13 | P    | Kenya Kasahara    | 15 maggio 1988 (32 anni)    | 1.97 m  | 69    | 40   | Toyota Auto Body        |
| 14 | CB   | Asumi Kitazume    | 22 ottobre 1996 (24 anni)   | 1.84 m  | 12    | 15   | Toyota Auto Body        |
| 15 | LB   | Adam Yuki Baig    | 12 aprile 1999 (21 anni)    | 1.94 m  | 41    | 72   | Zeekstar Tokyo          |
| 18 | LB   | Kohei Narita      | 15 giugno 1989 (31 anni)    | 1.99 m  | 85    | 126  | Wakunaga Pharmaceutical |
| 19 | RB   | Shinnosuke Tokuda | 6 dicembre 1995 (25 anni)   | 1.78 m  | 56    | 220  | Toyoda Gosei            |
| 20 | RB   | Jin Watanabe      | 17 gennaio 1990 (30 anni)   | 1.83 m  | 87    | 280  | Toyota Auto Body        |
| 21 | LW   | Remi Anri Doi     | 28 settembre 1989 (31 anni) | 1.80 m  | 53    | 127  | Osaki Osol              |
| 22 | GK   | Motoki Sakai      | 10 novembre 1995 (25 anni)  | 1.92 m  | 10    | 2    | Toyoda Gosei            |
| 25 | RW   | Hiroki Motoki     | 14 febbraio 1992 (28 anni)  | 1.82 m  | 79    | 208  | Osaki Osol              |
| 27 | P    | Hiroyasu Tamakawa | 27 aprile 1995 (25 anni)    | 2.00 m  | 50    | 40   | Osaki Osol              |
| 31 | LB   | Tatsuki Yoshino   | 13 luglio 1994 (26 anni)    | 1.83 m  | 38    | 129  | Toyota Auto Body        |
| 33 | CB   | Yuto Agarie       | 6 luglio 1993 (27 anni)     | 1.83 m  | 62    | 210  | Daido Steel             |
| 36 | RW   | Demura Naotsugu   | 14 aprile 1988 (32 anni)    | 1.78 m  | 0     | 0    | Toyoda Gosei            |
| 38 | CB   | Kotaro Mizumachi  | 13 marzo 1995 (25 anni)     | 1.83 m  | 0     | 0    | Toyoda Gosei            |
| 39 | GK   | Takumi Nakamura   | 2 agosto 1996 (24 anni)     | 1.90 m  | 0     | 0    | Toyoda Gosei            |
| 40 | P    | Sota Takano       | 19 agosto 1998 (22 anni)    | 1.93 m  | 0     | 0    | Univ. of Tsukuba        |
| 41 | RB   | Rennosuke Tokuda  | 15 maggio 1998 (22 anni)    | 1.80 m  | 3     | 4    | Grupa Azoty Tarnów      |
| 43 | P    | Shuichi Yoshida   | 26 marzo 2001 (19 anni)     | 1.91 m  | 3     | 5    | Grupa Azoty Tarnów      |

### Angola
Commissario tecnico: José Adelino
| N. | Pos. | Nome                  | Data di nascita (età)       | Altezza | Pres. | Reti | Squadra                      |
| -- | ---- | --------------------- | --------------------------- | ------- | ----- | ---- | ---------------------------- |
| 2  | P    | Agnelo Quitongo       | 22 novembre 1991 (29 anni)  | 1.88 m  | 12    | 8    | Primeiro de Agosto           |
| 3  | RW   | Agostinho Lopes       | 28 febbraio 1992 (28 anni)  | 1.76 m  | 12    | 6    | G.D. Interclube              |
| 4  | P    | Gabriel Teca          | 2 febbraio 1991 (29 anni)   | 1.92 m  | 43    | 34   | Primeiro de Agosto           |
| 7  | CB   | Cláudio Lopes         | 28 febbraio 1992 (28 anni)  | 1.77 m  | 10    | 6    | G.D. Interclube              |
| 8  | LW   | Otiniel Pascoal       | 21 febbraio 1995 (25 anni)  | 1.72 m  | 46    | 51   | Primeiro de Agosto           |
| 9  | LW   | Adilson Maneco        | 2 marzo 1993 (27 anni)      | 1.74 m  | 51    | 50   | Primeiro de Agosto           |
| 10 | CB   | Manuel Nascimento     | 15 marzo 1994 (26 anni)     | 1.83 m  | 45    | 98   | Primeiro de Agosto           |
| 11 | P    | Jairoslav Aguia       | 11 giugno 1985 (35 anni)    | 1.90 m  | 12    | 8    | G.D. Interclube              |
| 12 | GK   | Ariel Silva           | 25 agosto 1988 (32 anni)    | 1.82 m  | 0     | 0    | G.D. Interclube              |
| 14 | LW   | Cláudio Chicola       | 25 settembre 1999 (21 anni) | 1.90 m  | 10    | 4    | G.D. Interclube              |
| 16 | GK   | Giovane Muachissengue | 20 febbraio 1984 (36 anni)  | 1.88 m  | 72    | 1    | Primeiro de Agosto           |
| 17 | GK   | Custódio Gouveia      | 27 luglio 1985 (35 anni)    | 1.91 m  | 10    | 0    | G.D. Interclube              |
| 18 | RB   | Manuel Domingos       | 4 gennaio 2000 (21 anni)    | 1.85 m  | 0     | 0    | Primeiro de Agosto           |
| 19 | LW   | Ruben José            | 1º luglio 2002 (18 anni)    | 1.87 m  | 0     | 0    | G.D. Interclube              |
| 21 | RB   | Adelino Pestana       | 11 marzo 1992 (28 anni)     | 1.86 m  | 61    | 133  | G.D. Interclube              |
| 33 | RB   | Félix Samassolo       | 5 dicembre 1996 (24 anni)   | 1.89 m  | 0     | 0    | Atlético Petróleos de Luanda |
| 79 | LB   | Edvaldo Ferreira      | 28 maggio 1990 (30 anni)    | 2.00 m  | 39    | 143  | G.D. Interclube              |
| 99 | RB   | Declerck Sibo         | 19 maggio 1994 (26 anni)    | 1.92 m  | 28    | 41   | Primeiro de Agosto           |
|    | RB   | Edgar Abreu           | 8 ottobre 1992 (28 anni)    | 1.88 m  | 0     | 0    | G.D. Interclube              |
|    | LB   | Mário Tati            | 25 agosto 1988 (32 anni)    | 1.90 m  | 18    | 5    | G.D. Interclube              |
|    | LW   | Mayomona Panzo        | 14 ottobre 1994 (26 anni)   | 1.78 m  | 0     | 0    | G.D. Interclube              |

## Girone D

### Danimarca
Commissario tecnico: Nikolaj Jacobsen
| N. | Pos. | Nome                   | Data di nascita (età)       | Altezza | Pres. | Reti | Squadra                |
| -- | ---- | ---------------------- | --------------------------- | ------- | ----- | ---- | ---------------------- |
| 1  | GK   | Niklas Landin Jacobsen | 19 dicembre 1988 (32 anni)  | 2,01 m  | 211   | 9    | THW Kiel               |
| 4  | LW   | Magnus Landin Jacobsen | 20 agosto 1995 (25 anni)    | 1,96 m  | 62    | 130  | THW Kiel               |
| 12 | GK   | Emil Nielsen           | 10 marzo 1997 (23 anni)     | 1,97 m  | 5     | 0    | HBC Nantes             |
| 14 | P    | Anders Zachariassen    | 4 settembre 1991 (29 anni)  | 1,92 m  | 48    | 109  | GOG Gudme              |
| 15 | P    | Magnus Saugstrup       | 12 luglio 1996 (24 anni)    | 1,95 m  | 15    | 20   | Aalborg Håndbold       |
| 17 | RW   | Lasse Svan Hansen      | 31 agosto 1983 (37 anni)    | 1,85 m  | 216   | 507  | Flensburg-Handewitt    |
| 20 | GK   | Kevin Møller           | 6 agosto 1989 (31 anni)     | 2,00 m  | 25    | 3    | Barcelona Lassa        |
| 21 | LB   | Henrik Møllgaard       | 2 gennaio 1985 (36 anni)    | 1,96 m  | 157   | 173  | Aalborg Håndbold       |
| 22 | CB   | Mads Mensah Larsen     | 12 agosto 1991 (29 anni)    | 1,88 m  | 133   | 245  | SG Flensburg-Handewitt |
| 23 | P    | Henrik Toft Hansen     | 18 dicembre 1986 (34 anni)  | 2,00 m  | 126   | 218  | Paris Saint-Germain    |
| 24 | LB   | Mikkel Hansen          | 22 ottobre 1987 (33 anni)   | 1,92 m  | 210   | 1036 | Paris Saint-Germain    |
| 25 | CB   | Morten Olsen           | 11 ottobre 1984 (36 anni)   | 1,84 m  | 97    | 202  | GOG Gudme              |
| 26 | RW   | Jóhan Hansen           | 1º maggio 1994 (26 anni)    | 1,90 m  | 32    | 67   | TSV Hannover-Burgdorf  |
| 28 | LB   | Lasse Andersson        | 3 novembre 1994 (26 anni)   | 1,90 m  | 28    | 32   | Füchse Berlino         |
| 31 | RB   | Nikolaj Øris Nielsen   | 26 settembre 1986 (34 anni) | 1,94 m  | 44    | 79   | Bjerringbro-Silkeborg  |
| 32 | CB   | Jacob Holm             | 9 maggio 1995 (25 anni)     | 1,94 m  | 25    | 56   | Füchse Berlino         |
| 33 | RB   | Mathias Gidsel         | 2 settembre 1999 (21 anni)  | 1,90 m  | 1     | 3    | GOG Gudme              |
| 34 | P    | Simon Hald             | 28 settembre 1994 (26 anni) | 2,03 m  | 29    | 29   | Flensburg-Handewitt    |
|    | LW   | Emil Jakobsen          | 1º dicembre 1998 (22 anni)  | 1,94 m  | 4     | 10   | GOG Gudme              |
|    | RW   | Nikolaj Læsø           | 11 marzo 1996 (24 anni)     | 1,96 m  | 0     | 0    | Aalborg Håndbold       |

### Argentina
Commissario tecnico: Manolo Cadenas (ESP)
| N. | Pos. | Nome                 | Data di nascita (età)      | Altezza | Pres. | Reti | Squadra             |
| -- | ---- | -------------------- | -------------------------- | ------- | ----- | ---- | ------------------- |
| 2  | LW   | Federico Fernández   | 17 ottobre 1989 (31 anni)  | 1.91 m  | 169   | 626  | San Fernando HB     |
| 3  | RB   | Federico Pizarro     | 7 settembre 1986 (34 anni) | 1.83 m  | 197   | 638  | Incarlopsa Cuenca   |
| 4  | CB   | Sebastián Simonet    | 12 maggio 1986 (34 anni)   | 1.89 m  | 175   | 378  | SAG Villa Ballester |
| 5  | RB   | Pablo Vainstein      | 18 luglio 1989 (31 anni)   | 1.84 m  | 88    | 97   | Incarlopsa Cuenca   |
| 7  | LW   | Ignacio Pizarro      | 8 febbraio 1990 (30 anni)  | 1.78 m  | 41    | 103  | San Fernando HB     |
| 9  | RW   | Santiago Baronetto   | 27 ottobre 1992 (28 anni)  | 1.87 m  | 47    | 135  | Villa de Aranda     |
| 11 | P    | Lucas Moscariello    | 19 febbraio 1992 (28 anni) | 1.90 m  | 51    | 80   | Incarlopsa Cuenca   |
| 12 | GK   | Agustín Forlino Coul | 28 aprile 1997 (23 anni)   | 1.92 m  | 0     | 0    | SEDALO              |
| 15 | P    | Gonzalo Carou        | 15 agosto 1979 (41 anni)   | 1.90 m  | 256   | 542  | Puerto Sagunto      |
| 18 | LB   | Guillermo Fischer    | 18 luglio 1996 (24 anni)   | 2.00 m  | 32    | 34   | SCDR Anaitasuna     |
| 19 | CB   | Pedro Martínez Cami  | 20 dicembre 1999 (21 anni) | 1.90 m  | 0     | 0    | Ademar León         |
| 20 | RW   | Ramiro Martínez      | 22 luglio 1995 (25 anni)   | 1.80 m  | 10    | 37   | Balonmano Sinfín    |
| 23 | RB   | Lucas Aizen          | 5 febbraio 1998 (22 anni)  | 1.92 m  | 5     | 8    | Puerto Sagunto      |
| 31 | P    | Gastón Mouriño       | 12 ottobre 1994 (26 anni)  | 1.92 m  | 26    | 33   | Quabit Guadalajara  |
| 40 | GK   | Leonel Maciel        | 4 gennaio 1989 (32 anni)   | 1.92 m  | 71    | 8    | Incarlopsa Cuenca   |
| 71 | LB   | Santiago Cánepa      | 14 aprile 1991 (29 anni)   | 1.91 m  | 11    | 7    | HC Taubaté          |
| 77 | LB   | Nicolás Bonanno      | 18 novembre 1991 (29 anni) | 1.98 m  | 29    | 32   | CD Bidasoa          |
| 87 | GK   | Juan Bar             | 29 giugno 1987 (33 anni)   | 1.98 m  | 39    | 50   | San Fernando HB     |

### Bahrein
Commissario tecnico: Halldór Jóhann Sigfússon (ISL)
| N. | Pos. | Nome                | Data di nascita (età)       | Altezza | Pres. | Reti | Squadra     |
| -- | ---- | ------------------- | --------------------------- | ------- | ----- | ---- | ----------- |
| 1  | GK   | Husain Mahfoodh     | 29 giugno 2001              | 1.75 m  | 45    | 5    | Al-Ahli     |
| 7  | LB   | Ali Merza           | 7 luglio 1988               | 1.80 m  | 150   | 419  | Al Sharjah  |
| 8  | RB   | Hasan Merza         | 18 giugno 1998 (22 anni)    | 1.65 m  | 50    | 26   | Al-Tadhamun |
| 9  | LW   | Hasan Al-Samahiji   | 22 febbraio 1991            | 1.77 m  | 65    | 250  | Al-Ahli     |
| 11 | LB   | Abdullah Ali        | 1º agosto 1999 (21 anni)    | 1.70 m  | 55    | 160  | Al-Tadhamun |
| 14 | RW   | Qasim Qanbar        | 21 agosto 2001 (19 anni)    |         | 30    | 75   | Barbar      |
| 15 | RB   | Mohamed Abdulredha  | 27 settembre 1989           | 1.65 m  | 55    | 90   | Al-Ahli     |
| 18 | RW   | Ahmed Jalal         | 31 gennaio 1998             | 1.68 m  | 32    | 74   | Al-Tadhamun |
| 19 | P    | Mohamed Merza       | 17 aprile 1987              | 1.65 m  | 80    | 148  | Al-Najma    |
| 21 | GK   | Mohamed Abdulhusain | 12 agosto 1989              | 1.75 m  | 250   | 15   | Al-Najma    |
| 25 | GK   | Qasim Al-Shwaikh    | 17 luglio 1998 (22 anni)    | 1.65 m  | 65    | 5    | Barbar      |
| 27 | RW   | Bilal Basham        | 7 aprile 1991               | 1.65 m  | 75    | 110  | Al-Najma    |
| 29 | LB   | Abdulla Yaseen      | 6 ottobre 1998              | 1.75 m  | 45    | 54   | Al-Tadhamun |
| 51 | CB   | Ahmed Al-Maqabi     | 26 ottobre 1994 (26 anni)   |         | 71    | 95   | Barbar      |
| 66 | RB   | Komail Mahfoodh     | 28 aprile 1992              | 1.80 m  | 65    | 120  | Al-Najma    |
| 77 | LB   | Jasim Al-Salatna    | 23 marzo 1989               | 1.85 m  | 150   | 210  | Al-Malihah  |
| 78 | LB   | Ali Abdulqader      | 5 luglio 1993 (27 anni)     | 1.75 m  | 150   | 320  | Barbar      |
| 87 | GK   | Muntadher Ibrahim   | 2 novembre 2001 (19 anni)   | 1.70 m  | 30    | 2    | Al-Tadhamun |
| 88 | P    | Hasan Al-Fardan     | 10 dicembre 1988            | 1.65 m  | 90    | 179  | Al-Najma    |
| 89 | LW   | Mahdi Saad          | 15 marzo 1989               | 1.65 m  | 120   | 250  | Al-Najma    |
| 90 | LW   | Mahmood Husain      | 27 novembre 1999 (21 anni)  |         | 46    | 25   | Al-Ahli     |
| 92 | P    | Ali Basem Naser     | 29 settembre 2000 (20 anni) | 1.75 m  | 25    | 30   | Tobli       |
| 98 | CB   | Mohamed Habib Naser | 7 febbraio 2001             | 1.60 m  | 60    | 155  | Al-Najma    |
| 99 | CB   | Husain Al-Sayyad    | 14 gennaio 1988             | 1.60 m  | 450   | 950  | Al Wehda    |

### RD del Congo
Commissario tecnico: Francis Tuzolana
| N. | Pos. | Nome                | Data di nascita (età)       | Altezza | Pres. | Reti | Squadra    |
| -- | ---- | ------------------- | --------------------------- | ------- | ----- | ---- | ---------- |
| 1  | GK   | Billy Sobtacdoug    | 27 gennaio 1977 (43 anni)   | 1.80 m  | 45    | 0    | Unattached |
| 2  | LW   | Mara Mukuna         | 6 ottobre 1993 (27 anni)    | 1.49 m  | 1     | 1    | Unattached |
| 4  | P    | Christian Moga      | 25 maggio 1998 (22 anni)    | 1.58 m  | 1     | 1    | Unattached |
| 8  | LB   | Daniel Mathey       | 12 settembre 1993 (27 anni) | 1.52 m  | 1     | 1    | Unattached |
| 9  | RB   | Genèse Bouity       | 11 dicembre 1999 (21 anni)  | 1.67 m  | 1     | 1    | Unattached |
| 10 | LB   | Quentin Ngoulou     | 12 febbraio 1994 (26 anni)  | 1.56 m  | 1     | 1    | Unattached |
| 12 | GK   | Herdeiro Lucau      | 7 aprile 1987 (33 anni)     | 1.69 m  | 1     | 0    | Skånela IF |
| 14 | CB   | Fabrice Ebanga      | 8 maggio 1990 (30 anni)     | 1.53 m  | 1     | 1    | Unattached |
| 15 | P    | Gauthier Mvumbi     | 15 maggio 1994 (26 anni)    | 1.76 m  | 1     | 1    | Unattached |
| 16 | GK   | Jordy Jacoby        | 8 febbraio 1995 (25 anni)   | 1.68 m  | 1     | 1    | Unattached |
| 17 | LW   | Johan Kiangebeni    | 28 agosto 1995 (25 anni)    | 1.60 m  | 1     | 1    | Unattached |
| 18 | RW   | Bodrick Eyanga      | 1º aprile 1992 (28 anni)    | 1.70 m  | 1     | 1    | Unattached |
| 27 | LW   | Olivier Botetsi     | 8 maggio 1990 (30 anni)     | 1.70 m  | 1     | 1    | Unattached |
| 41 | P    | Daniel Morisho      | 7 febbraio 1996 (24 anni)   | 1.52 m  | 1     | 1    | Unattached |
| 56 | RB   | Adama Quedraogo     | 20 marzo 1986 (34 anni)     | 1.78 m  | 1     | 1    | Unattached |
| 75 | RW   | Steeven Corneil     | 29 dicembre 1995 (25 anni)  | 1.58 m  | 1     | 1    | Unattached |
| 83 | LW   | Jacques Kizonzolo   | 8 luglio 1993 (27 anni)     | 1.69 m  | 1     | 1    | Unattached |
| 84 | CB   | Audray Tuzolana     | 28 febbraio 1994 (26 anni)  | 1.62 m  | 1     | 1    | Unattached |
|    | LW   | Frédéric Beauregard | 12 aprile 1987 (33 anni)    | 1.86 m  | 0     | 0    | Unattached |
|    |      | Aurélien Tchitombi  |                             |         |       |      |            |

## Girone E

### Norvegia
Commissario tecnico: Christian Berge
| N. | Pos. | Nome                  | Data di nascita (età)       | Altezza | Pres. | Reti | Squadra                |
| -- | ---- | --------------------- | --------------------------- | ------- | ----- | ---- | ---------------------- |
| 1  | GK   | Robin Paulsen Haug    | 1º settembre 1998 (22 anni) | 1,90 m  | 0     | 0    | Skjern Håndbold        |
| 5  | CB   | Sander Sagosen        | 14 settembre 1995 (25 anni) | 1,95 m  | 106   | 503  | THW Kiel               |
| 7  | CB   | Sander Øverjordet     | 8 aprile 1996 (24 anni)     | 1,90 m  | 13    | 10   | Mors-Thy Håndbold      |
| 8  | P    | Bjarte Myrhol         | 29 maggio 1982 (38 anni)    | 1,95 m  | 242   | 761  | Skjern Håndbold        |
| 9  | P    | Henrik Jakobsen       | 16 dicembre 1992 (28 anni)  | 1,96 m  | 42    | 38   | Toulouse               |
| 11 | P    | Petter Øverby         | 26 marzo 1992 (28 anni)     | 1,95 m  | 70    | 43   | HC Erlangen            |
| 12 | GK   | Christian Sæverås     | 22 giugno 1996 (24 anni)    | 1,97 m  | 16    | 1    | SC DHfK Leipzig        |
| 15 | RB   | Kent Robin Tønnesen   | 5 giugno 1991 (29 anni)     | 1,96 m  | 100   | 271  | Telekom Veszprém       |
| 16 | GK   | Espen Christensen     | 17 giugno 1985 (35 anni)    | 1,90 m  | 110   | 2    | IFK Kristiansad        |
| 17 | LW   | Magnus Jøndal         | 7 febbraio 1988 (32 anni)   | 1,81 m  | 156   | 496  | SG Flensburg-Handewitt |
| 18 | LB   | William Aar           | 23 ottobre 1997 (23 anni)   | 1,95 m  | 11    | 9    | Aarhus Håndbold        |
| 19 | RW   | Kristian Bjørnsen     | 10 gennaio 1989 (32 anni)   | 1,92 m  | 126   | 520  | HSG Wetzlar            |
| 23 | LB   | Gøran Johannessen     | 26 aprile 1994 (26 anni)    | 1,93 m  | 71    | 153  | SG Flensburg-Handewitt |
| 24 | CB   | Christian O'Sullivan  | 22 agosto 1991 (29 anni)    | 1,90 m  | 123   | 188  | SC Magdeburg           |
| 25 | RB   | Eivind Tangen         | 4 maggio 1993 (27 anni)     | 1,95 m  | 92    | 154  | Skjern Håndbold        |
| 26 | LB   | Sime Holand Pettersen | 8 aprile 1998 (22 anni)     | 1,90 m  | 2     | 1    | Elverum Håndball       |
| 27 | RB   | Harald Reinkind       | 17 agosto 1992 (28 anni)    | 1,96 m  | 107   | 204  | THW Kiel               |
| 30 | GK   | Torbjørn Bergerud     | 16 luglio 1994 (26 anni)    | 2,00 m  | 85    | 0    | SG Flensburg-Handewitt |
| 32 | P    | Thomas Solstad        | 26 febbraio 1997 (23 anni)  | 1,94 m  | 0     | 0    | Elverum Håndball       |
| 44 | RW   | Kevin Gulliksen       | 9 novembre 1996 (24 anni)   | 1,79 m  | 35    | 48   | GWD Minden             |
| 71 | LW   | Alexander Blonz       | 17 aprile 2000 (20 anni)    | 1,85 m  | 28    | 44   | Elverum Håndball       |

### Austria
Commissario tecnico: Aleš Pajovič (SVN)
| N. | Pos. | Nome               | Data di nascita (età)      | Altezza | Pres. | Reti | Squadra                        |
| -- | ---- | ------------------ | -------------------------- | ------- | ----- | ---- | ------------------------------ |
| 1  | GK   | Thomas Bauer       | 24 gennaio 1986 (34 anni)  | 1.90 m  | 159   | 0    | AEK                            |
| 4  | RB   | Maximilian Hermann | 10 dicembre 1991 (29 anni) | 1.94 m  | 53    | 103  | HC Linz AG                     |
| 6  | LB   | Dominik Schmid     | 7 settembre 1989 (31 anni) | 1.93 m  | 57    | 74   | Alpla HC Hard                  |
| 8  | RW   | Robert Weber       | 25 novembre 1985 (35 anni) | 1.79 m  | 183   | 801  | HSG Nordhorn-Lingen            |
| 16 | GK   | Florian Kaiper     | 26 maggio 1995 (25 anni)   | 1.87 m  | 3     | 0    | SG INSIGNIS Handball West-Wien |
| 19 | P    | Antonio Juric      | 24 novembre 1997 (23 anni) | 1.99 m  | 0     | 0    | TSV Bayer Dormagen             |
| 20 | LW   | Sebastian Frimmel  | 18 dicembre 1995 (25 anni) | 1.87 m  | 62    | 153  | Kadetten Schaffhausen          |
| 24 | LB   | Daniel Dicker      | 5 giugno 1995 (25 anni)    | 1.99 m  | 19    | 15   | ThSV Eisenach                  |
| 26 | P    | Lukas Herburger    | 19 dicembre 1994 (26 anni) | 1.97 m  | 34    | 20   | Kadetten Schaffhausen          |
| 28 | CB   | Gerald Zeiner      | 28 giugno 1988 (32 anni)   | 1.90 m  | 54    | 113  | Alpla HC Hard                  |
| 30 | RB   | Boris Zivkovic     | 2 maggio 1992 (28 anni)    | 1.95 m  | 32    | 31   | Alpla HC Hard                  |
| 31 | LW   | Julian Pratschner  | 29 dicembre 1996 (24 anni) | 1.90 m  | 11    | 18   | SG INSIGNIS Handball West-Wien |
| 40 | GK   | Thomas Eichberger  | 20 agosto 1993 (27 anni)   | 1.94 m  | 12    | 0    | ThSV Eisenach                  |
| 41 | RW   | Julian Ranftl      | 17 febbraio 1996 (24 anni) | 1.85 m  | 17    | 21   | SG INSIGNIS Handball West-Wien |
| 55 | P    | Tobias Wagner      | 26 marzo 1995 (25 anni)    | 1.98 m  | 56    | 96   | Handball Tirol                 |
| 57 | P    | Balthasar Huber    | 23 luglio 1993 (27 anni)   | 1.92 m  | 0     | 0    | Handball Tirol                 |
| 60 | CB   | Jakob Jochmann     | 2 ottobre 1993 (27 anni)   | 1.78 m  | 15    | 15   | UHK Krems                      |
| 72 | LB   | Lukas Hutecek      | 2 luglio 2000 (20 anni)    | 1.90 m  | 9     | 9    | Fivers Margareten              |
| 77 | RB   | Nikola Stevanovic  | 17 aprile 1998 (22 anni)   | 1.85 m  | 1     | 2    | Fivers Margareten              |
| 94 | LB   | Christoph Neuhold  | 27 aprile 1994 (26 anni)   | 1.93 m  | 36    | 18   | HSC 2000 Coburg                |

### Francia
Commissario tecnico: Guillaume Gille
| N. | Pos. | Nome                    | Data di nascita (età)       | Altezza | Pres. | Reti | Squadra                    |
| -- | ---- | ----------------------- | --------------------------- | ------- | ----- | ---- | -------------------------- |
| 2  | RW   | Yanis Lenne             | 29 giugno 1996 (23 anni)    | 1.87 m  | 11    | 14   | Montpellier Handball       |
| 5  | RB   | Nedim Remili            | 18 luglio 1995 (24 anni)    | 1.95 m  | 69    | 216  | Paris Saint-Germain        |
| 7  | CB   | Romain Lagarde          | 5 marzo 1997 (22 anni)      | 1.94 m  | 39    | 52   | Rhein-Neckar Löwen         |
| 9  | CB   | Melvyn Richardson       | 30 gennaio 1997 (22 anni)   | 1.90 m  | 22    | 61   | Montpellier Handball       |
| 10 | RB   | Dika Mem                | 31 agosto 1997 (22 anni)    | 1.94 m  | 49    | 136  | Barça                      |
| 11 | P    | Nicolas Tournat         | 5 aprile 1994 (25 anni)     | 2.00 m  | 31    | 29   | Łomża Vive Kielce          |
| 12 | GK   | Vincent Gérard          | 16 dicembre 1986 (33 anni)  | 1.89 m  | 97    | 14   | Paris Saint-Germain        |
| 14 | CB   | Kentin Mahe             | 22 maggio 1991 (28 anni)    | 1.86 m  | 102   | 346  | Telekom Veszprém           |
| 16 | GK   | Yann Genty              | 26 dicembre 1981 (38 anni)  | 1.85 m  | 6     | 0    | Paris Saint-Germain        |
| 17 | LB   | Timothey N'Guessan      | 18 settembre 1992 (27 anni) | 1.96 m  | 74    | 144  | Barça                      |
| 19 | RW   | Luc Abalo               | 6 settembre 1984 (35 anni)  | 1.82 m  | 262   | 805  | Elverum Håndball           |
| 21 | LW   | Michaël Guigou          | 28 gennaio 1982 (37 anni)   | 1.80 m  | 283   | 970  | USAM Nîmes                 |
| 22 | P    | Luka Karabatić          | 19 aprile 1988 (31 anni)    | 2.02 m  | 94    | 104  | Paris Saint-Germain        |
| 23 | P    | Ludovic Fabregas        | 1º luglio 1996 (23 anni)    | 1.98 m  | 72    | 131  | Barça                      |
| 24 | GK   | Wesley Pardin           | 1º gennaio 1990 (30 anni)   | 1.95 m  | 15    | 0    | Pays d’Aix UC              |
| 25 | LW   | Hugo Descat             | 16 agosto 1992 (27 anni)    | 1.82 m  | 2     | 0    | Montpellier Handball       |
| 26 | CB   | Nicolas Claire          | 10 luglio 1987 (32 anni)    | 1.90 m  | 43    | 45   | Pays d’Aix UC              |
| 27 | RB   | Adrien Dipanda          | 3 maggio 1988 (31 anni)     | 2.02 m  | 77    | 91   | Saint-Raphaël Var Handball |
| 28 | RW   | Valentin Porte          | 7 settembre 1990 (29 anni)  | 1.90 m  | 124   | 313  | Montpellier Handball       |
| 37 | RW   | Jean-Jacques Acquevillo | 17 gennaio 1989 (30 anni)   | 1.95 m  | 2     | 7    | USAM Nîmes                 |
| 92 | RW   | Remi Desbonnet          | 28 febbraio 1992 (27 anni)  | 1.82 m  | 0     | 0    | USAM Nîmes                 |

### Svizzera
Commissario tecnico: Michael Suter
| N. | Pos. | Nome                 | Data di nascita (età)       | Altezza | Pres. | Reti | Squadra                  |
| -- | ---- | -------------------- | --------------------------- | ------- | ----- | ---- | ------------------------ |
| 2  | CB   | Andy Schmid          | 30 agosto 1983 (37 anni)    | 1.89 m  | 184   | 891  | Rhein-Neckar Löwen       |
| 4  | LB   | Lenny Rubin          | 1º febbraio 1996 (24 anni)  | 2.05 m  | 40    | 133  | HSG Wetzlar              |
| 6  | RW   | Cedrie Tynowski      | 21 settembre 1996 (24 anni) | 1.87 m  | 24    | 52   | Pfadi Winterthur         |
| 8  | P    | Michal Svajlen       | 12 aprile 1989 (31 anni)    | 1.96 m  | 89    | 104  | Pfadi Winterthur         |
| 9  | LW   | Marvin Lier          | 8 settembre 1992 (28 anni)  | 1.85 m  | 67    | 161  | Pfadi Winterthur         |
| 11 | LB   | Roman Sidorowicz     | 8 agosto 1991 (29 anni)     | 1.87 m  | 65    | 147  | Pfadi Winterthur         |
| 12 | GK   | Leonard Grazioli     | 19 gennaio 2001 (19 anni)   | 1.93 m  | 3     | 0    | HSC Suhr Aarau           |
| 15 | RB   | Nicolas Raemy        | 25 febbraio 1992 (28 anni)  | 1.86 m  | 66    | 192  | Wacker Thun              |
| 16 | GK   | Nikola Portner       | 19 novembre 1993 (27 anni)  | 1.94 m  | 93    | 10   | Chambéry Handball        |
| 17 | P    | Samuel Röthlisberger | 15 agosto 1996 (24 anni)    | 1.99 m  | 49    | 13   | TVB 1898 Stuttgart       |
| 20 | LB   | Luka Maros           | 20 marzo 1994 (26 anni)     | 1.96 m  | 51    | 117  | Kadetten Schaffhausen    |
| 22 | CB   | Jonas Schelker       | 9 aprile 1999 (21 anni)     | 1.82 m  | 13    | 18   | Kadetten Schaffhausen    |
| 25 | RW   | Nik Tominec          | 26 marzo 1991 (29 anni)     | 1.87 m  | 17    | 15   | Kadetten Schaffhausen    |
| 27 | RW   | Maximilian Gerbl     | 25 giugno 1995 (25 anni)    | 1.79 m  | 37    | 71   | Kadetten Schaffhausen    |
| 29 | LW   | Samuel Zehnder       | 29 febbraio 2000 (20 anni)  | 1.84 m  | 15    | 34   | Kadetten Schaffhausen    |
| 31 | GK   | Aurel Bringolf       | 2 novembre 1987 (33 anni)   | 1.90 m  | 72    | 2    | TSV St. Otmar St. Gallen |
| 34 | P    | Alen Milosevic       | 24 dicembre 1989 (31 anni)  | 1.91 m  | 50    | 90   | SC DHfK Leipzig          |
| 36 | P    | Philip Novak         | 11 aprile 1999 (21 anni)    | 1.98 m  | 13    | 1    | Kadetten Schaffhausen    |
| 44 | CB   | Mehdi Ben Romdhane   | 2 dicembre 2001 (19 anni)   | 1.89 m  | 0     | 0    | Kadetten Schaffhausen    |

## Girone F

### Portogallo
Commissario tecnico: Paulo Pereira
| N. | Pos. | Nome              | Data di nascita (età)       | Altezza | Pres. | Reti | Squadra                     |
| -- | ---- | ----------------- | --------------------------- | ------- | ----- | ---- | --------------------------- |
| 1  | GK   | Alfredo Quintana  | 20 marzo 1988 (32 anni)     | 2.01 m  | 58    | 9    | Porto Sofarma               |
| 4  | RW   | Pedro Portela     | 6 gennaio 1990 (31 anni)    | 1.86 m  | 90    | 295  | Tremblay-en-France Handball |
| 7  | CB   | Pedro Seabra      | 25 maggio 1990 (30 anni)    | 1.79 m  | 15    | 11   | AA Águas Santas             |
| 8  | P    | Victor Iturriza   | 22 maggio 1990 (30 anni)    | 1.93 m  | 2     | 8    | Porto Sofarma               |
| 9  | RB   | João Ferraz       | 8 gennaio 1990 (31 anni)    | 1.96 m  | 79    | 153  | HSC Suhr Aarau              |
| 10 | CB   | Miguel Martins    | 4 novembre 1997 (23 anni)   | 1.92 m  | 45    | 91   | Porto Sofarma               |
| 12 | GK   | Manuel Gaspar     | 9 dicembre 1998 (22 anni)   | 1.93 m  | 1     | 0    | Sporting CP                 |
| 14 | CB   | Rui Silva         | 28 aprile 1993 (27 anni)    | 1.86 m  | 80    | 128  | Porto Sofarma               |
| 15 | P    | Daymaro Salina    | 1º settembre 1987 (33 anni) | 2.00 m  | 45    | 82   | Porto Sofarma               |
| 16 | GK   | Humberto Gomes    | 1º gennaio 1978 (43 anni)   | 1.93 m  | 75    | 0    | Póvoa AC                    |
| 22 | P    | Alexis Borges     | 6 ottobre 1991 (29 anni)    | 1.96 m  | 32    | 56   | Montpellier Handball        |
| 23 | LW   | Diogo Branquinho  | 25 luglio 1994 (26 anni)    | 1.80 m  | 42    | 97   | Porto Sofarma               |
| 25 | RW   | António Areia     | 21 giugno 1990 (30 anni)    | 1.90 m  | 45    | 126  | Porto Sofarma               |
| 27 | LB   | André Gomes       | 27 luglio 1998 (22 anni)    | 1.92 m  | 19    | 35   | Porto Sofarma               |
| 30 | LW   | Leonel Fernandes  | 12 marzo 1998 (22 anni)     | 1.91 m  | 1     | 2    | Porto Sofarma               |
| 31 | LB   | Salvador Salvador | 29 luglio 2001 (19 anni)    | 1.96 m  | 1     | 0    | Sporting CP                 |
| 33 | RB   | Diogo Silva       | 2 luglio 1998 (22 anni)     | 1.98 m  | 5     | 6    | Porto Sofarma               |
| 82 | P    | Luís Frade        | 11 settembre 1998 (22 anni) | 1.94 m  | 21    | 28   | Barcelona                   |
| 88 | LB   | Fábio Magalhães   | 12 marzo 1988 (32 anni)     | 1.94 m  | 139   | 290  | Porto Sofarma               |

### Algeria
Commissario tecnico: Alain Portes (FRA)
| N. | Pos. | Nome                | Data di nascita (età)       | Altezza | Pres. | Reti | Squadra               |
| -- | ---- | ------------------- | --------------------------- | ------- | ----- | ---- | --------------------- |
| 2  | LB   | Zoheïr Naïm         | 3 maggio 1996 (24 anni)     | 1.88 m  | 6     | 18   | JSES Skikda           |
| 3  | LB   | Hamoudi Bouchetit   | 14 aprile 1991 (29 anni)    | 1.85 m  | 5     | 3    | MBB Batna             |
| 5  | RB   | Yacine Benmessaoud  | 14 settembre 1996 (24 anni) | 1.88 m  | 0     | 0    | CRBB Beraki           |
| 6  | LB   | Messaoud Berkous    | 20 luglio 1989 (31 anni)    | 1.92 m  | 150   | 420  | GS Pétroliers         |
| 8  | CB   | Mohamed Griba       | 25 gennaio 1995 (25 anni)   | 1.88 m  | 5     | 7    | CR Bordj Bou Arréridj |
| 11 | LW   | Ali Boulahssa       | 9 novembre 1991 (29 anni)   | 1.80 m  | 7     | 11   | JSES Skikda           |
| 12 | GK   | Abdellah Benmenni   | 19 agosto 1986 (34 anni)    | 1.89 m  | 30    | 0    | GS Pétroliers         |
| 13 | LW   | Riadh Chahbour      | 28 luglio 1985 (35 anni)    | 1.84 m  | 70    | 125  | GS Pétroliers         |
| 15 | RW   | Redouane Saker      | 1º ottobre 1991 (29 anni)   | 1.78 m  | 25    | 32   | JSES Skikda           |
| 16 | GK   | Yahia Zemouchi      | 17 settembre 1994 (26 anni) | 1.93 m  | 2     | 0    | OM Annaba             |
| 18 | P    | Hichem Kaabeche     | 12 marzo 1990 (30 anni)     | 1.92 m  | 70    | 120  | Al Ahli               |
| 19 | P    | Okba Inessaâd       | 12 marzo 1993 (27 anni)     | 1.88 m  | 6     | 3    | CR Bordj Bou Arréridj |
| 21 | LW   | Oussama Boudjenah   | 25 giugno 1991 (29 anni)    | 1.85 m  | 6     | 9    | MCS Saïda             |
| 23 | RB   | Abderrahim Berriah  | 19 gennaio 1988 (32 anni)   | 1.90 m  | 44    | 105  | GS Pétroliers         |
| 25 | LB   | Noureddine Hellal   | 23 maggio 1996 (24 anni)    | 1.86 m  | 6     | 15   | Al Ahli               |
| 26 | LB   | Mokhtar Kouri       | 29 febbraio 1996 (24 anni)  | 1.94 m  | 8     | 20   | MCS Saïda             |
| 27 | P    | Youcef Bouzouli     | 2 gennaio 1993 (28 anni)    | 1.88 m  | 0     | 0    | OM Annaba             |
| 30 | P    | Sofiane Bendjilali  | 28 marzo 1995 (25 anni)     | 1.90 m  | 0     | 0    | JS Saoura             |
| 34 | P    | Abdenour Hamouche   | 13 aprile 1993 (27 anni)    | 1.89 m  | 8     | 12   | CR Bordj Bou Arréridj |
| 44 | CB   | Mustapha Hadj Sadok | 17 agosto 1997 (23 anni)    | 1.87 m  | 36    | 162  | Al-Wakrah             |
| 71 | LW   | Réda Arib           | 22 ottobre 1991 (29 anni)   | 1.86 m  | 8     | 20   | GS Pétroliers         |

### Islanda
Commissario tecnico: Guðmundur Guðmundsson
| N. | Pos. | Nome                       | Data di nascita (età)      | Altezza | Pres. | Reti | Squadra                             |
| -- | ---- | -------------------------- | -------------------------- | ------- | ----- | ---- | ----------------------------------- |
| 1  | GK   | Björgvin Páll Gústavsson   | 24 maggio 1985 (35 anni)   | 1.93 m  | 230   | 13   | Haukar Handball                     |
| 3  | P    | Kári Kristjánsson          | 28 ottobre 1984 (36 anni)  | 1.94 m  | 145   | 178  | ÍBV                                 |
| 7  | RB   | Viggó Kristjánsson         | 9 dicembre 1993 (27 anni)  | 1.89 m  | 11    | 21   | TVB 1898 Stuttgart                  |
| 8  | LW   | Bjarki Már Elísson         | 16 maggio 1990 (30 anni)   | 1.91 m  | 71    | 165  | TBV Lemgo                           |
| 9  | CB   | Elvar Örn Jónsson          | 31 agosto 1997 (23 anni)   | 1.89 m  | 35    | 92   | Skjern Håndbold                     |
| 11 | P    | Ýmir Örn Gíslason          | 1º luglio 1997 (23 anni)   | 1.95 m  | 42    | 20   | Rhein-Neckar Löwen                  |
| 13 | LB   | Ólafur Guðmundsson         | 13 maggio 1990 (30 anni)   | 1.94 m  | 123   | 230  | IFK Kristianstad                    |
| 14 | RB   | Ómar Ingi Magnússon        | 12 marzo 1997 (23 anni)    | 1.86 m  | 47    | 129  | SC Magdeburgo                       |
| 15 | RB   | Alexander Petersson        | 2 luglio 1980 (40 anni)    | 1.86 m  | 181   | 719  | Rhein-Neckar Löwen                  |
| 16 | GK   | Viktor Gísli Hallgrímsson  | 24 luglio 2000 (20 anni)   | 2.03 m  | 18    | 0    | GOG Håndbold                        |
| 17 | RW   | Arnór Þór Gunnarsson       | 23 ottobre 1987 (33 anni)  | 1.78 m  | 114   | 332  | Bergischer HC                       |
| 18 | CB   | Gísli Þorgeir Kristjánsson | 30 luglio 1999 (21 anni)   | 1.91 m  | 24    | 32   | SC Magdeburgo                       |
| 20 | GK   | Ágúst Elí Björgvinsson     | 11 aprile 1995 (25 anni)   | 1.90 m  | 31    | 0    | KIF Kolding                         |
| 21 | P    | Arnar Freyr Arnarsson      | 14 marzo 1996 (24 anni)    | 2.00 m  | 52    | 69   | MT Melsungen                        |
| 22 | RW   | Sigvaldi Guðjónsson        | 4 luglio 1994 (26 anni)    | 1.92 m  | 28    | 54   | Łomża Vive Kielce                   |
| 23 | LW   | Oddur Grétarsson           | 20 luglio 1990 (30 anni)   | 1.82 m  | 18    | 31   | HBW Balingen-Weilstetten            |
| 24 | LB   | Magnús Óli Magnússon       | 8 maggio 1992 (28 anni)    | 1.86 m  | 6     | 6    | Valur                               |
| 26 | RB   | Kristján Örn Kristjánsson  | 25 dicembre 1997 (23 anni) | 1.92 m  | 7     | 13   | Pays d'Aix Université Club handball |
| 29 | P    | Elliði Snær Viðarsson      | 15 novembre 1998 (22 anni) | 1.91 m  | 6     | 4    | VfL Gummersbach                     |
| 33 | CB   | Janus Daði Smárason        | 1º gennaio 1995 (26 anni)  | 1.86 m  | 46    | 66   | Frisch Auf Göppingen                |

### Marocco
Commissario tecnico: Noureddine Bouhaddioui
| N. | Pos. | Nome             | Data di nascita (età)       | Altezza | Pres. | Reti | Squadra                     |
| -- | ---- | ---------------- | --------------------------- | ------- | ----- | ---- | --------------------------- |
| 1  | GK   | Yassine Idrissi  | 13 gennaio 1984 (37 anni)   | 1.93 m  | 45    | 16   | Limoges Hand 87             |
| 5  | LB   | Mourad Messaoudi | 5 dicembre 2000 (20 anni)   | 1.88 m  | 20    | 36   | Cavigal Nice Handball       |
| 7  | RW   | Reda Rezouki     | 7 agosto 1997 (23 anni)     | 1.84 m  | 25    | 60   | Tremblay-en-France Handball |
| 8  | CB   | Amine Bentaleb   | 1º gennaio 1992 (29 anni)   | 1.90 m  | 45    | 90   | AS FAR                      |
| 9  | LB   | Mohamed Zine     | 17 aprile 1994 (26 anni)    | 1.90 m  | 16    | 2    | AS FAR                      |
| 10 | CB   | Mohamed Zerouali | 13 aprile 2003 (17 anni)    | 1.75 m  | 43    | 120  | HBC Gien Loiret             |
| 12 | GK   | Alae El Aroussi  | 20 aprile 1983 (37 anni)    | 1.90 m  | 52    | 6    | Widad Témara                |
| 15 | P    | Youssef Azrour   | 19 marzo 2002 (18 anni)     | 1.92 m  | 0     | 0    | Pontault-Combault Handball  |
| 18 | LB   | Lahssen Belimen  | 19 settembre 1989 (31 anni) | 1.94 m  | 30    | 20   | Élite Val d'Oise Handball   |
| 21 | RB   | Nassim Foukani   | 21 gennaio 2002 (18 anni)   | 1.83 m  | 20    | 40   | Tremblay-en-France Handball |
| 27 | CB   | Salmi Lamdakar   | 18 marzo 2002 (18 anni)     | 1.85 m  | 26    | 35   | Frontignan Thau Handball    |
| 45 | CB   | Soufiane Idir    | 10 settembre 1990 (30 anni) | 1.75 m  | 55    | 260  | HBC Gien Loiret             |
| 71 | CB   | Mourad Adlan     | 19 marzo 1999 (21 anni)     | 1.84 m  | 15    | 40   | Réveil de Nogent Handball   |
| 92 | LB   | Hassen Kechradi  | 29 gennaio 1992 (28 anni)   | 1.80 m  | 6     | 15   | Raja d'Agadir               |
| 93 | LW   | Riad Lakbi       | 4 maggio 1999 (21 anni)     | 1.78 m  | 20    | 6    | Tremblay-en-France Handball |
| 94 | P    | Mehdi Alaoui     | 4 gennaio 1992 (29 anni)    | 1.91 m  | 0     | 0    | Ittihad Nouaceur            |
| 96 | GK   | Youssef Madar    | 13 aprile 2003 (17 anni)    | 1.80 m  | 26    | 0    | Élite Val d'Oise Handball   |
| 97 | P    | Said El Makki    | 17 maggio 1997 (23 anni)    | 1.98 m  | 35    | 95   | Mountada El Fida            |
|    |      | Younes Bouzerbia |                             |         |       |      |                             |
|    |      | Hakim Jerouni    |                             |         |       |      |                             |
|    |      | Mehdi Lamtouni   |                             |         |       |      |                             |
|    |      | Amine Mahjoubi   |                             |         |       |      |                             |
|    |      | Anas Taleb       |                             |         |       |      |                             |

## Girone G

### Svezia
Commissario tecnico: Glenn Solberg
| N. | Pos. | Nome                 | Data di nascita (età)      | Altezza | Pres. | Reti | Squadra                |
| -- | ---- | -------------------- | -------------------------- | ------- | ----- | ---- | ---------------------- |
| 1  | GK   | Peter Johannesson    | 12 maggio 1992 (28 anni)   | 1.91 m  | 14    | 0    | TBV Lemgo              |
| 2  | LB   | Jonathan Carlsbogård | 19 aprile 1995 (25 anni)   | 1.95 m  | 1     | 1    | TBV Lemgo              |
| 5  | P    | Max Darj             | 27 settembre 1991          | 1.92 m  | 65    | 37   | Bergischer HC          |
| 8  | LB   | Alfred Jönsson       | 21 febbraio 1998 (22 anni) | 1.93 m  | 2     | 1    | TSV Hannover-Burgdorf  |
| 11 | RW   | Daniel Pettersson    | 6 maggio 1992              | 1.79 m  | 28    | 86   | SC Magdeburgo          |
| 12 | GK   | Andreas Palicka      | 10 luglio 1986             | 1.89 m  | 105   | 6    | Rhein-Neckar Löwen     |
| 15 | LW   | Hampus Wanne         | 10 dicembre 1993 (27 anni) | 1.85 m  | 33    | 79   | SG Flensburg-Handewitt |
| 16 | GK   | Mikael Aggefors      | 20 gennaio 1985 (35 anni)  | 1.91 m  | 19    | 0    | Ålborg Håndbold        |
| 18 | P    | Fredric Pettersson   | 11 febbraio 1989           | 2.01 m  | 56    | 77   | Montpellier Handball   |
| 19 | CB   | Felix Claar          | 5 gennaio 1997 (24 anni)   | 1.92 m  | 9     | 11   | Ålborg Håndbold        |
| 22 | LW   | Lucas Pellas         | 28 agosto 1995             | 1.83 m  | 15    | 41   | Montpellier Handball   |
| 23 | RB   | Albin Lagergren      | 11 settembre 1992          | 1.86 m  | 52    | 149  | Rhein-Neckar Löwen     |
| 24 | CB   | Jim Gottfridsson     | 2 settembre 1992           | 1.91 m  | 90    | 309  | SG Flensburg-Handewitt |
| 26 | RB   | Linus Persson        | 16 aprile 1993 (27 anni)   | 1.91 m  | 18    | 27   | US Ivry Handball       |
| 28 | CB   | Jonathan Edvardsson  | 7 aprile 1997 (23 anni)    | 1.90 m  | 1     | 0    | IK Sävehof             |
| 33 | RB   | Lukas Sandell        | 3 febbraio 1997 (23 anni)  | 1.93 m  | 0     | 0    | Ålborg Håndbold        |
| 62 | RW   | Valter Chrintz       | 26 aprile 2000             | 1.84 m  | 15    | 19   | Füchse Berlino         |
| 66 | P    | Anton Lindskog       | 7 dicembre 1993 (27 anni)  | 1.98 m  | 14    | 12   | HSG Wetzlar            |

### Egitto
Commissario tecnico: Roberto García Parrondo (ESP)
| N. | Pos. | Nome                   | Data di nascita (età)       | Altezza | Pres. | Reti | Squadra              |
| -- | ---- | ---------------------- | --------------------------- | ------- | ----- | ---- | -------------------- |
| 1  | GK   | Abdelrahman Hamid      | 15 gennaio 2000 (20 anni)   | 1.92 m  | 0     | 0    | Al Ahly              |
| 9  | CB   | Islam Hassan           | 2 luglio 1988 (32 anni)     | 1.84 m  | 194   | 127  | Al Ahly              |
| 11 | LW   | Ahmed Moamen           | 18 marzo 1993 (27 anni)     | 1.76 m  | 27    | 16   | Zamalek SC           |
| 15 | CB   | Ahmed Hesham           | 15 maggio 2000 (20 anni)    | 1.91 m  | 9     | 15   | USAM Nîmes           |
| 17 | CB   | Ahmed Khairy           | 15 settembre 1994 (26 anni) | 1.88 m  | 14    | 18   | CSA Steaua București |
| 24 | P    | Ibrahim El-Masry       | 11 marzo 1989 (31 anni)     | 1.92 m  | 218   | 25   | Al Ahly              |
| 25 | P    | Wisam Nawar            | 14 febbraio 1990 (30 anni)  | 1.84 m  | 87    | 37   | Zamalek              |
| 31 | LW   | Omar El-Wakil          | 14 maggio 1988 (32 anni)    | 1.74 m  | 174   | 212  | Zamalek SC           |
| 32 | RW   | Omar Samy              | 29 gennaio 1999 (21 anni)   | 1.76 m  | 0     | 0    | Al Ahly              |
| 34 | P    | Khaled Walid           | 18 settembre 1998 (22 anni) | 1.88 m  | 6     | 2    | Zamalek SC           |
| 39 | LB   | Yehia El-Deraa         | 17 luglio 1995 (25 anni)    | 1.92 m  | 112   | 97   | Zamalek              |
| 42 | LB   | Hassan Kaddah          | 1º maggio 2000 (20 anni)    | 2.05 m  | 8     | 6    | Zamalek              |
| 45 | CB   | Seif El-Deraa          | 19 settembre 1998 (22 anni) | 1.87 m  | 8     | 14   | Zamalek SC           |
| 53 | RW   | Akram Saad             | 22 novembre 1994 (26 anni)  | 1.72 m  | 12    | 7    | Zamalek              |
| 80 | P    | Ahmed Adel             | 25 novembre 1994 (26 anni)  | 1.84 m  | 12    | 6    | Al Ahly              |
| 88 | GK   | Karim Handawy          | 1º maggio 1988 (32 anni)    | 1.88 m  | 132   | 0    | CSS 1 Constanța      |
| 89 | P    | Mohamed Mamdouh Shebib | 1º aprile 1989 (31 anni)    | 1.94 m  | 213   | 186  | CS Dinamo București  |
| 90 | LB   | Ali Zein               | 14 dicembre 1990 (30 anni)  | 1.93 m  | 268   | 320  | Al Ahly              |
| 91 | RW   | Mohammad Sanad         | 16 gennaio 1991 (29 anni)   | 1.88 m  | 121   | 237  | USAM Nîmes           |
| 96 | GK   | Mohamed El-Tayar       | 7 aprile 1996 (24 anni)     | 1.91 m  | 18    | 0    | Al Ahly              |
|    |      | Ahmed Sesa             |                             |         |       |      |                      |

### Macedonia del Nord
Commissario tecnico: Danilo Brestovac
| N. | Pos. | Nome                | Data di nascita (età)       | Altezza | Pres. | Reti | Squadra                |
| -- | ---- | ------------------- | --------------------------- | ------- | ----- | ---- | ---------------------- |
| 1  | GK   | Nikola Mitrevski    | 3 ottobre 1985 (35 anni)    | 1.88 m  | 41    | 2    | FC Porto Sofarma       |
| 4  | RB   | Martin Velkovski    | 10 marzo 1997 (23 anni)     | 1.90 m  | 6     | 7    | RK Eurofarm Pelister   |
| 5  | P    | Stojanče Stoilov    | 30 aprile 1987 (33 anni)    | 1.91 m  | 67    | 143  | RK Vardar 1961         |
| 6  | LW   | Dimitar Dimitrioski | 16 febbraio 1998 (22 anni)  | 1.82 m  | 0     | 0    | RK Vardar 1961         |
| 7  | RB   | Kiril Lazarov       | 10 maggio 1980 (40 anni)    | 1.93 m  | 207   | 1443 | HBC Nantes             |
| 8  | LW   | Cvetan Kuzmanoski   | 5 dicembre 1999 (21 anni)   | 1.90 m  | 0     | 0    | RK Eurofarm Pelister 2 |
| 11 | LB   | Filip Taleski       | 28 marzo 1996 (24 anni)     | 2.00 m  | 43    | 109  | RK Vardar 1961         |
| 12 | GK   | Martin Tomovski     | 10 luglio 1997 (23 anni)    | 1.90 m  | 0     | 0    | Die Eulen Ludwigshafen |
| 17 | P    | Nikola Markoski     | 22 maggio 1990 (30 anni)    | 1.95 m  | 17    | 12   | RK Eurofarm Pelister   |
| 18 | LB   | Filip Kuzmanovski   | 3 luglio 1996 (24 anni)     | 1.98 m  | 38    | 61   | TSV Hannover-Burgdorf  |
| 19 | RW   | Nenad Kosteski      | 4 marzo 2001 (19 anni)      | 1.80 m  | 0     | 0    | RK Eurofarm Pelister   |
| 20 | GK   | Nikola Danilovski   | 1º febbraio 1997 (23 anni)  | 1.84 m  | 0     | 0    | GRK Ohrid              |
| 21 | CB   | Mario Tankoski      | 28 agosto 1998 (22 anni)    | 1.92 m  | 12    | 5    | RK Eurofarm Pelister   |
| 25 | CB   | Goran Krstevski     | 29 marzo 1996 (24 anni)     | 1.96 m  | 9     | 2    | CSM Focșani            |
| 28 | RW   | Martin Popovski     | 26 agosto 1994 (26 anni)    | 1.77 m  | 26    | 19   | GC Amicitia Zürich     |
| 29 | LB   | Darko Georgievski   | 3 febbraio 1992 (28 anni)   | 1.92 m  | 0     | 0    | Angers SCO             |
| 31 | LB   | Mihajlo Mladenovikj | 21 settembre 2000 (20 anni) | 1.94 m  | 0     | 0    | GRK Ohrid              |
| 33 | P    | Žarko Peševski      | 11 aprile 1991 (29 anni)    | 1.95 m  | 39    | 69   | TVB 1898 Stuttgart     |
| 77 | RB   | Martin Serafimov    | 3 marzo 2000 (20 anni)      | 1.90 m  | 7     | 1    | RK Metalurg Skopje     |
| 97 | CB   | Marko Miševski      | 23 agosto 1999 (21 anni)    | 1.99 m  | 3     | 0    | RK Vardar 1961         |

### Cile
Commissario tecnico: Mateo Garralda (ESP)
| N. | Pos. | Nome                  | Data di nascita (età)       | Altezza | Pres. | Reti | Squadra                 |
| -- | ---- | --------------------- | --------------------------- | ------- | ----- | ---- | ----------------------- |
| 1  | GK   | Felipe Barrientos     | 12 giugno 1984 (36 anni)    | 1.84 m  | 93    | 2    | Unattached              |
| 2  | LW   | Sebastián Ceballos    | 1º luglio 1992 (28 anni)    | 1.76 m  | 47    | 74   | ABC/UMinho              |
| 4  | LB   | Erwin Feuchtmann      | 2 maggio 1990 (30 anni)     | 1.90 m  | 51    | 220  | CB Ademar León          |
| 6  | CB   | Arian Delgado         | 25 agosto 2001 (19 anni)    | 1.80 m  | 2     | 6    | Liceo Nacional de Maipu |
| 7  | LB   | Diego Reyes           | 24 luglio 1992 (28 anni)    | 1.85 m  | 38    | 50   | BM Los Dólmenes         |
| 9  | P    | Javier Frelijj        | 28 gennaio 1991 (29 anni)   | 1.91 m  | 43    | 55   | CD Luterano             |
| 10 | CB   | Emil Feuchtmann       | 1º giugno 1983 (37 anni)    | 1.78 m  | 122   | 325  | BM Benidorm             |
| 11 | P    | Esteban Salinas       | 18 gennaio 1992 (28 anni)   | 1.83 m  | 58    | 110  | BM Granollers           |
| 12 | GK   | Felipe García         | 26 ottobre 1993 (27 anni)   | 1.90 m  | 31    | 1    | Italiano BM             |
| 14 | P    | Benjamin Illesca      | 4 febbraio 2000 (20 anni)   | 1.96 m  | 0     | 0    | Boa-Hora                |
| 16 | GK   | Vicente González      | 30 settembre 1999 (21 anni) | 1.92 m  | 2     | 0    | Córdoba de Balonmano    |
| 17 | RB   | Rodrigo Salinas Muñoz | 25 febbraio 1989 (31 anni)  | 1.89 m  | 81    | 225  | CD Bidasoa              |
| 18 | CB   | Julio Baumann         | 29 gennaio 1998 (22 anni)   | 1.83 m  | 2     | 20   | CAB Cartagena           |
| 20 | RW   | Sebastián Pavez       | 30 agosto 1996 (24 anni)    | 1.82 m  | 7     | 16   | SC da Horta             |
| 21 | LW   | Harald Feuchtmann     | 21 dicembre 1987 (33 anni)  | 1.76 m  | 39    | 60   | AIK Handboll            |
| 23 | LW   | Benjamín Callejas     | 2 maggio 1990 (30 anni)     | 1.71 m  | 6     | 5    | Unattached              |
| 29 | P    | Marco Oneto           | 3 giugno 1982 (38 anni)     | 2.04 m  | 113   | 190  | Unattached              |
| 30 | RB   | Daniel Ayala          | 30 dicembre 1995 (25 anni)  | 1.77 m  | 19    | 40   | Córdoba de Balonmano    |
| 44 | LB   | Aaron Codina          | 19 febbraio 1999 (21 anni)  | 1.93 m  | 12    | 20   | Fenix Toulouse Handball |
| 77 | LB   | Víctor Donoso         | 27 novembre 1990 (30 anni)  | 1.90 m  | 43    | 55   | KH Kopřivnice           |

## Girone H

### Slovenia
Commissario tecnico: Ljubomir Vranjes (SWE)
| N. | Pos. | Nome             | Data di nascita (età)       | Altezza | Pres. | Reti | Squadra               |
| -- | ---- | ---------------- | --------------------------- | ------- | ----- | ---- | --------------------- |
| 3  | P    | Blaž Blagotinšek | 17 gennaio 1994 (25 anni)   | 2.02 m  | 89    | 120  | Telekom Veszprém      |
| 5  | LB   | Nik Henigman     | 4 dicembre 1995 (24 anni)   | 2.00 m  | 50    | 60   | MOL-Pick Szeged       |
| 6  | RW   | Gašper Marguč    | 20 agosto 1990 (29 anni)    | 1.81 m  | 106   | 364  | Telekom Veszprém      |
| 8  | RW   | Blaž Janc        | 20 novembre 1996 (23 anni)  | 1.87 m  | 64    | 176  | Barça                 |
| 11 | RB   | Jure Dolenec     | 6 dicembre 1988 (31 anni)   | 1.90 m  | 145   | 476  | Barça                 |
| 13 | LW   | Darko Cingesar   | 25 luglio 1990 (29 anni)    | 1.87 m  | 76    | 113  | RK Trimo Trebnje      |
| 15 | LW   | Tadej Mazej      | 31 luglio 1998 (21 anni)    | 1.90 m  | 0     | 0    | Celje Pivovarna Laško |
| 16 | GK   | Miljan Vujović   | 27 agosto 2000 (19 anni)    | 1.98 m  | 0     | 0    | Celje Pivovarna Laško |
| 17 | RB   | Nejc Cehte       | 4 settembre 1992 (27 anni)  | 1.96 m  | 28    | 27   | TSV Hannover-Burgdorf |
| 20 | LW   | Tilen Kodrin     | 14 maggio 1994 (25 anni)    | 1.92 m  | 45    | 53   | Celje Pivovarna Laško |
| 22 | P    | Matej Gaber      | 22 giugno 1991 (28 anni)    | 1.97 m  | 120   | 143  | MOL-Pick Szeged       |
| 23 | CB   | Miha Zarabec     | 12 ottobre 1991 (28 anni)   | 1.77 m  | 64    | 126  | THW Kiel              |
| 26 | GK   | Klemen Ferlin    | 26 giugno 1989 (30 anni)    | 1.91 m  | 37    | 0    | HC Erlangen           |
| 28 | CB   | Staš Skube       | 15 novembre 1989 (30 anni)  | 1.79 m  | 18    | 32   | Meshkov Brest         |
| 34 | CB   | Rok Ovniček      | 29 gennaio 1995 (24 anni)   | 1.84 m  | 23    | 17   | HBC Nantes            |
| 35 | CB   | Domen Makuc      | 1º luglio 2000 (19 anni)    | 1.88 m  | 0     | 0    | Barça                 |
| 44 | CB   | Dean Bombač      | 4 aprile 1989 (30 anni)     | 1.90 m  | 89    | 142  | MOL-Pick Szeged       |
| 50 | RW   | Dragan Gajić     | 21 giugno 1984 (35 anni)    | 1.88 m  | 151   | 642  | Limoges               |
| 51 | LB   | Borut Mačkovšek  | 11 settembre 1992 (27 anni) | 2.03 m  | 108   | 217  | MOL-Pick Szeged       |
| 95 | P    | Matic Suholežnik | 2 maggio 1995 (24 anni)     | 2.02 m  | 25    | 18   | S.L. Benfica          |
| 99 | GK   | Urh Kastelic     | 27 febbraio 1996 (23 anni)  | 2.01 m  | 43    | 5    | Frisch Auf Göppingen  |

### Bielorussia
Commissario tecnico: Yuri Shevtsov
| N. | Pos. | Nome                   | Data di nascita (età)       | Altezza | Pres. | Reti | Squadra                    |
| -- | ---- | ---------------------- | --------------------------- | ------- | ----- | ---- | -------------------------- |
| 1  | GK   | Ivan Matskevich        | 8 maggio 1991 (29 anni)     | 1.91 m  | 90    | 5    | Meshkov Brest              |
| 2  | RW   | Aliaksandr Lukashevich | 5 marzo 1998 (22 anni)      | 1.92 m  | 0     | 0    | Kronon Grodno              |
| 3  | LB   | Uladzislau Kulesh      | 28 maggio 1996 (24 anni)    | 2.06 m  | 68    | 199  | PGE Vive Kielce            |
| 7  | CB   | Artsiom Kulak          | 23 febbraio 1996 (24 anni)  | 1.90 m  | 13    | 21   | Chekhovskiye Medvedi       |
| 8  | CB   | Artur Rudz             | 10 settembre 1998 (22 anni) | 1.94 m  | 0     | 0    | SKA Minsk                  |
| 9  | RB   | Aleh Astrashapkin      | 20 gennaio 1992 (28 anni)   | 1.90 m  | 33    | 44   | CSKA Moscow                |
| 17 | LW   | Uladzislau Kryvenka    | 21 aprile 1999 (21 anni)    | 1.90 m  | 0     | 0    | SKA Minsk                  |
| 20 | GK   | Aliaksei Kishou        | 23 settembre 1986 (34 anni) | 1.91 m  | 51    | 1    | HC STV Schwyz              |
| 23 | LW   | Andrei Yurynok         | 21 settembre 1996 (24 anni) | 1.96 m  | 71    | 110  | Meshkov Brest              |
| 25 | RB   | Pavel Duda             | 5 dicembre 1996 (24 anni)   | 1.88 m  | 0     | 0    | Masheka Mogilev            |
| 33 | P    | Aliaksei Ushal         | 15 marzo 1990 (30 anni)     | 1.98 m  | 5     | 0    | Orosházi FKSE              |
| 42 | GK   | Ivan Maroz             | 5 ottobre 1992 (28 anni)    | 1.94 m  | 7     | 0    | Motor Zaporizhia           |
| 43 | P    | Artsiom Selviasiuk     | 8 dicembre 1992 (28 anni)   | 1.93 m  | 0     | 0    | Meshkov Brest              |
| 47 | CB   | Aliaksandr Padshyvalau | 8 marzo 1996 (24 anni)      | 1.90 m  | 55    | 81   | GWD Minden                 |
| 50 | P    | Artsem Karalek         | 20 febbraio 1996 (24 anni)  | 1.96 m  | 78    | 265  | PGE Vive Kielce            |
| 55 | RW   | Mikita Vailupau        | 30 luglio 1995 (25 anni)    | 1.89 m  | 26    | 89   | Meshkov Brest              |
| 62 | LB   | Kiryl Samolia          | 31 gennaio 2002 (18 anni)   | 1.98 m  | 0     | 0    | SKA Minsk                  |
| 74 | P    | Viachaslau Bokhan      | 7 aprile 1996 (24 anni)     | 2.07 m  | 31    | 5    | Motor Zaporizhia           |
| 95 | LB   | Vadim Gayduchenko      | 24 aprile 1995 (25 anni)    | 1.92 m  | 63    | 136  | Saint-Raphaël Var Handball |
| 98 | RB   | Mikalai Aliokhin       | 9 aprile 1998 (22 anni)     | 1.90 m  | 15    | 22   | SKA Minsk                  |

### Corea del Sud
Commissario tecnico: Kang Il-koo
| N. | Pos. | Nome            | Data di nascita (età)      | Altezza | Pres. | Reti | Squadra                         |
| -- | ---- | --------------- | -------------------------- | ------- | ----- | ---- | ------------------------------- |
| 8  | P    | Kim Hyeon-woo   | 30 gennaio 2000 (20 anni)  | 1.85 m  | 0     | 0    | Kangwon National University     |
| 10 | RW   | Yu Chan-min     | 1º febbraio 2000 (20 anni) | 1.80 m  | 0     | 0    | Korea National Sport University |
| 13 | RW   | Lee Jun-hee     | 16 agosto 2000 (20 anni)   | 1.80 m  | 0     | 0    | Wonkwang University             |
| 19 | RB   | Baek Seung-geon | 19 febbraio 1999 (21 anni) | 1.80 m  | 0     | 0    | Kangwon National University     |
| 21 | LW   | Lee Seung-min   | 9 dicembre 2001 (19 anni)  | 1.81 m  | 0     | 0    | Wonkwang University             |
| 22 | LW   | Lee Byeong-ju   | 6 luglio 1999 (21 anni)    | 1.83 m  | 0     | 0    | Korea National Sport University |
| 23 | CB   | Jeon Young-je   | 24 febbraio 1999 (21 anni) | 1.82 m  | 0     | 0    | Kangwon National University     |
| 24 | CB   | Kim Myeong-jong | 6 aprile 2000 (20 anni)    | 1.81 m  | 0     | 0    | Chosun University               |
| 26 | RW   | Kim Jin-young   | 2 febbraio 2000 (20 anni)  | 1.85 m  | 0     | 0    | Kyung Hee University            |
| 27 | RW   | Yu Myeong-han   | 28 gennaio 2001 (19 anni)  | 1.85 m  | 0     | 0    | Chungnam National University    |
| 28 | LW   | Kim Jin-ho      | 19 novembre 1999 (21 anni) | 1.79 m  | 0     | 0    | Korea National Sport University |
| 32 | LW   | Jo Dong-hyeon   | 4 settembre 2000 (20 anni) | 1.78 m  | 0     | 0    | Korea National Sport University |
| 33 | LB   | Kim Jae-soon    | 3 novembre 1998 (22 anni)  | 1.86 m  | 0     | 0    | Wonkwang University             |
| 34 | RW   | Kim Young-gil   | 4 maggio 1999 (21 anni)    | 1.80 m  | 0     | 0    | Kyung Hee University            |
| 77 | GK   | Lee Chang-woo   | 27 aprile 2003 (17 anni)   | 1.90 m  | 0     | 0    | Daejeon Daeseong High School    |
| 83 | P    | Kang Jun-gu     | 31 luglio 2001 (19 anni)   | 1.81 m  | 0     | 0    | Chosun University               |
| 87 | RB   | Kim Ji-un       | 29 dicembre 2000 (20 anni) | 1.86 m  | 0     | 0    | Korea National Sport University |
| 88 | GK   | Jang Jun-young  | 19 febbraio 1998 (22 anni) | 1.86 m  | 0     | 0    | Kyung Hee University            |
| 97 | P    | Kim Tae-ung     | 26 ottobre 2000 (20 anni)  | 1.90 m  | 0     | 0    | Wonkwang University             |
| 98 | GK   | An Jae-pil      | 1º agosto 1998 (22 anni)   | 1.80 m  | 0     | 0    | Chosun University               |

### Russia
Commissario tecnico:  Velimir Petković
| N. | Pos. | Nome                  | Data di nascita (età)       | Altezza | Pres. | Reti | Squadra                        |
| -- | ---- | --------------------- | --------------------------- | ------- | ----- | ---- | ------------------------------ |
| 2  | GK   | Denis Zabolotin       | 18 giugno 1998 (22 anni)    | 1.90 m  | 16    | 0    | SKIF Krasnodar                 |
| 5  | RB   | Dmitrii Kiselev       | 15 novembre 1994 (26 anni)  | 1.93 m  | 49    | 126  | Chekhovskiye Medvedi           |
| 9  | LB   | Alexander Shkurinskiy | 11 aprile 1995 (25 anni)    | 1.93 m  | 49    | 105  | Meshkov Brest                  |
| 14 | LB   | Ilia Belevtsov        | 1º maggio 2000 (20 anni)    | 1.98 m  | 2     | 0    | SKIF Krasnodar                 |
| 15 | RB   | Andrei Beliaev        | 15 febbraio 1998 (22 anni)  | 1.97 m  | 0     | 0    | SGAU-Saratov                   |
| 16 | GK   | Dmitry Pavlenko       | 1º gennaio 1991 (30 anni)   | 1.90 m  | 34    | 0    | Chekhovskiye Medvedi           |
| 17 | RB   | Alexander Kotov       | 11 luglio 1994 (26 anni)    | 1.98 m  | 25    | 20   | Chekhovskiye Medvedi           |
| 22 | P    | Viacheslav Kasatkin   | 2 settembre 1996 (24 anni)  | 1.84 m  | 0     | 0    | CSM Vaslui                     |
| 23 | LW   | Roman Ostashchenko    | 26 settembre 1992 (28 anni) | 1.90 m  | 34    | 33   | Chekhovskiye Medvedi           |
| 24 | RW   | Dmitry Kornev         | 16 giugno 1992 (28 anni)    | 1.86 m  | 14    | 19   | Chekhovskiye Medvedi           |
| 27 | P    | Denis Vasilev         | 31 dicembre 1993 (27 anni)  | 1.98 m  | 21    | 17   | C' Chartres Métropole Handball |
| 30 | P    | Aleksandr Ermakov     | 14 gennaio 1996 (24 anni)   | 1.96 m  | 11    | 15   | Chekhovskiye Medvedi           |
| 36 | RB   | Sergei Ivanov         | 16 ottobre 2000 (20 anni)   | 2.00 m  | 2     | 1    | SKIF Krasnodar                 |
| 44 | LW   | Igor Soroka           | 27 maggio 1991 (29 anni)    | 1.80 m  | 58    | 160  | CSKA Moscow                    |
| 76 | GK   | Stanislav Tretynko    | 20 dicembre 1993 (27 anni)  | 1.93 m  | 0     | 0    | SGAU-Saratov                   |
| 78 | P    | Pavel Andreev         | 19 luglio 1992 (28 anni)    | 1.95 m  | 14    | 32   | Chekhovskiye Medvedi           |
| 87 | GK   | Viktor Kireev         | 5 maggio 1987 (33 anni)     | 1.90 m  | 71    | 1    | CSKA Moscow                    |
| 89 | CB   | Dmitry Zhitnikov      | 20 novembre 1989 (31 anni)  | 1.95 m  | 133   | 342  | MOL-Pick Szeged                |
| 97 | RW   | Aleksei Fokin         | 29 agosto 1997 (23 anni)    | 1.80 m  | 15    | 15   | CSKA Moscow                    |
| 99 | LB   | Sergei Kosorotov      | 16 giugno 1999 (21 anni)    | 1.95 m  | 27    | 47   | Chekhovskiye Medvedi           |